# Oldambt (landstreek)
Het Oldambt (Gronings en Duits Oldambt, met nadruk op de tweede lettergreep) is een landstreek vlak bij de Duitse grens in Oost-Groningen. Het bestond vanouds uit de onderdelen Klei-Oldambt en Wold-Oldambt. De streek Oldambt omvat, naast de gemeente Oldambt, delen van de gemeenten Eemsdelta en Midden-Groningen, voor 1800 ook grote delen van de Veenkoloniën (Veendam, Pekela, Stadskanaal). Het Oldambt wordt niet tot de Ommelanden gerekend, maar het behoorde tot 1798 bij de stadsjurisdicties van Groningen. De dorpen Bellingwolde, Blijham en Oudeschans zijn vanouds cultureel verbonden met het Oldambt. Het oostelijke deel van de streek wordt ook wel tot het Reiderland gerekend.
Het Oldambt ligt aan de rand van de Dollard, die deel uitmaakt van het werelderfgoed Waddenzee. De kern van het gebied wordt gevormd door de Dollardpolders en de streekdorpen in het slagenlandschap daaromheen. Het is van oorsprong een agrarisch gebied dat een roerige geschiedenis kent, die veelal in het teken stond van de grote sociale verschillen tussen herenboeren en landarbeiders. De streek is voor Nederlandse begrippen relatief dunbevolkt.
Het Oldambt wordt vaak vergeleken met het Hogeland, waar vroeger soortgelijke tegenstellingen bestonden. Daar kwamen ze echter minder explosief tot uiting. Dankzij het strakke bestuur van de stad Groningen ontwikkelde het Oldambt al vroeg een eigen identiteit. Die uitte zich in een zelfbewuste houding en verzet tegen elites door wie men zich overheerst meende te voelen. Het gebied was in de 19e eeuw relatief welvarend, maar daarvan is weinig overgebleven. Toen de tegenstellingen tussen de boerenelite en de rest van de bevolking groeiden, leidde dit tot veel sociale onrust. Alternatieve werkgelegenheid was slechts mondjesmaat aanwezig. Door de mechanisering van de landbouw en de teloorgang van de strokartonindustrie rond 1970 ontstond opnieuw de nodige onvrede. Het gebied kent nog altijd veel armoede, leegloop, vergrijzing en weinig arbeidsperspectief.
Het Oldambt is de inspiratiebron van De graanrepubliek, een succesvol boek van Frank Westerman waarin de teloorgang van het Nederlandse platteland wordt beschreven. Een andere klassieke studie die landelijk bekend werd, was Het Oldambt (1937) van de Wageningse socioloog Evert Willem Hofstee. Tussen het Oldambt en het Duitse Reiderland bestaat vanouds een opvallende verwantschap, die zich ook in familiaire banden uitte. Met name in de akkerbouwpolders rond Bunde, Wymeer en Landschaftspolder was men tot ver in de 20e eeuw sterk op Nederland georiënteerd. Ook omliggende streken als de Oosterhoek, delen van Duurswold, de noordrand van Westerwolde en de noordelijke Veenkoloniën waren vooral op het Oldambt gericht. De beïnvloeding vanuit het Oldambt uitte zich in het verleden niet alleen in taal en cultuur, maar ook in sociale verhoudingen, agrarische bedrijfsvoering en boerderijenbouw. In meerdere opzichten gold het Oldambt (net als de Veenkoloniën) als een innovatiegebied.
De samenhang binnen het gebied is sinds het einde van de 20e eeuw sterk verzwakt. Winschoten is niet meer het vanzelfsprekende centrum voor de hele regio. Het Oldambt staat nu vooral bekend vanwege de landschappelijke waarden als weidsheid en ruimte. Ook de kenmerkende Oldambtster boerderijen spreken tot de verbeelding.

## Naam
De naam Oldambt is samengesteld uit de bestanddelen old (= oud) en ambacht (= bestuurs- en rechtsgebied), waarschijnlijk zo genoemd omdat het eerder een onderkwartier van Fivelingo was. De vroegst bekende Oudfriese benamingen van het gebied zijn Alda Ombechte (aldus de Kroniek van Bloemhof in 1271) en Althammet (1276). Latijnse teksten vertalen de naam letterlijk als Veterus Districtus of Praefectura vetus. Studenten uit deze streek noemden zich in de 16e en 17e eeuw soms Friezen uit het Oldambt.
In Groningen wordt het woord Oldambt uitgesproken door het af te breken als Ol-damt met de klemtoon op de tweede lettergreep. Verder wordt vrijwel altijd gesproken van het Oldambt, in tegenstelling tot de gemeentenaam Oldambt.

## Begrenzing

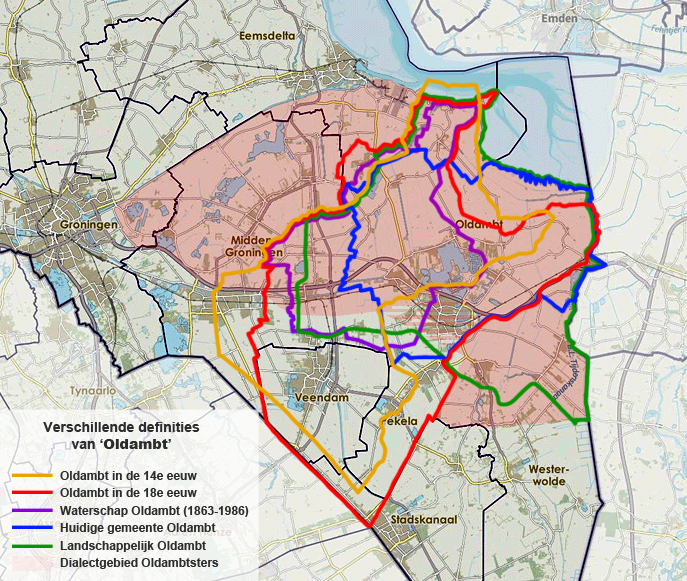
Verschillende definities van de naam Oldambt (indicatief)

De benaming Oldambt is niet eenduidig. Door de eeuwen heen is de naam voor diverse geografische eenheden gebruikt en zijn de grenzen meermaals verschoven. De verschillende definities hebben vooral gemeen dat ze het woongebied beschrijven van mensen die zichzelf als bewoners van het Oldambt betitelden.
- Historisch: het bestuurlijke district Oldambt (tot 1798), dat in de middeleeuwen vooral het stroomgebied van de rivier de Munte omvatte, waaraan in de 15e eeuw delen van het Reiderland werden toegevoegd
- Waterstaatkundig: het gebied van het voormalige waterschap Oldambt, eerder het Termunterzijlvest
- Landschappelijk: het gebied van de Dollardpolders en de dorpen daaromheen
- Sociaalhistorisch en cultureel: het gebied dat zich in de 19e en 20e eeuw kenmerkte door sociale verhoudingen waarin de tegenstelling tussen herenboeren en landarbeiders centraal stonden (aldus E.W. Hofstee). De verbreiding van streektaal, regionale cultuur en landschappelijke kenmerken vallen grotendeels samen met dit gebied.
- Bestuurlijk: de huidige gemeente Oldambt (sinds 2010)

Vanaf de 12e of 13e eeuw viel het Oldambt grotendeels samen met het stroomgebied van de Menter Ae of Munte. Daartoe behoorden ook de brongebieden van de rivier bij Veendam en Wildervank en rond het latere Sappemeer (als onderdeel van de kerspelen Meeden en Zuidbroek). De zuidgrens met Drenthe lag diep in het Bourtangermoeras; de oostgrens werd gevormd door de Tjamme en de Fiemel Ae, de westgrens door de Sijpe; aan de noordkant lag de Eemsmonding.
In de 15e eeuw drong de Dollard zo ver het land binnen, dat het Reiderland uiteenviel. Het westelijke deel van dit landschap werd bij het Oldambt gevoegd, waardoor de oostgrens van het Oldambt voortaan langs de Westerwoldse Aa en ten oosten van de Pekel A kwam te liggen. De kerspelen Blijham en Bellingwolde, die aan de overzijde van deze rivieren lagen, kwamen uiteindelijk bij de heerlijkheid Westerwolde, nadat de pogingen van de stad Groningen dit gebied bij het Oldambt te voegen waren mislukt.
De grenzen werden nader vastgelegd toen de aangrenzende veengebieden door de stad Groningen werden opengelegd voor de turfwinning. Zo kwamen Hoogezand en Sappemeer bij het Gorecht en ging de Semslinie als zuidgrens van het Oldambt fungeren. Een deel van Blijham (tussen de Pekel A en de Vennekesloot of Veensloot) behoorde nog tot halverwege de 18e eeuw bij het Oldambt, terwijl de landerijen in Pekela ten oosten van de oorspronkelijke loop van de rivier juist onder Westerwolde vielen. Pas sinds de vorming van de gemeenten Oude- en Nieuwe-Pekela in 1811 vormt de Barkelazwet hier de officiële grens.
Landschappelijk, sociaalhistorisch en cultureel vallen de grenzen van het Oldambt grotendeels samen met de historische grenzen, afgezien van de Veenkoloniën in het zuiden. Ook Nieuweschans, Blijham,  Bellingwolde en delen van Vriescheloo voelen zich tot op de dag van vandaag sterk verbonden met het Oldambt. In de 19e en vroege 20e eeuw vormde het gebied tevens een bestuurlijke eenheid, met Winschoten als centrum van een arrondissement, later als zetel van het kantongerecht. Daarnaast was Winschoten een knooppunt van de spoor-, stoomtram-, weg- en waterverbindingen.

Door de ontwikkeling van andere plaatsen als Stadskanaal, Veendam, Hoogezand en Delfzijl is de centrumfunctie van Winschoten sterk

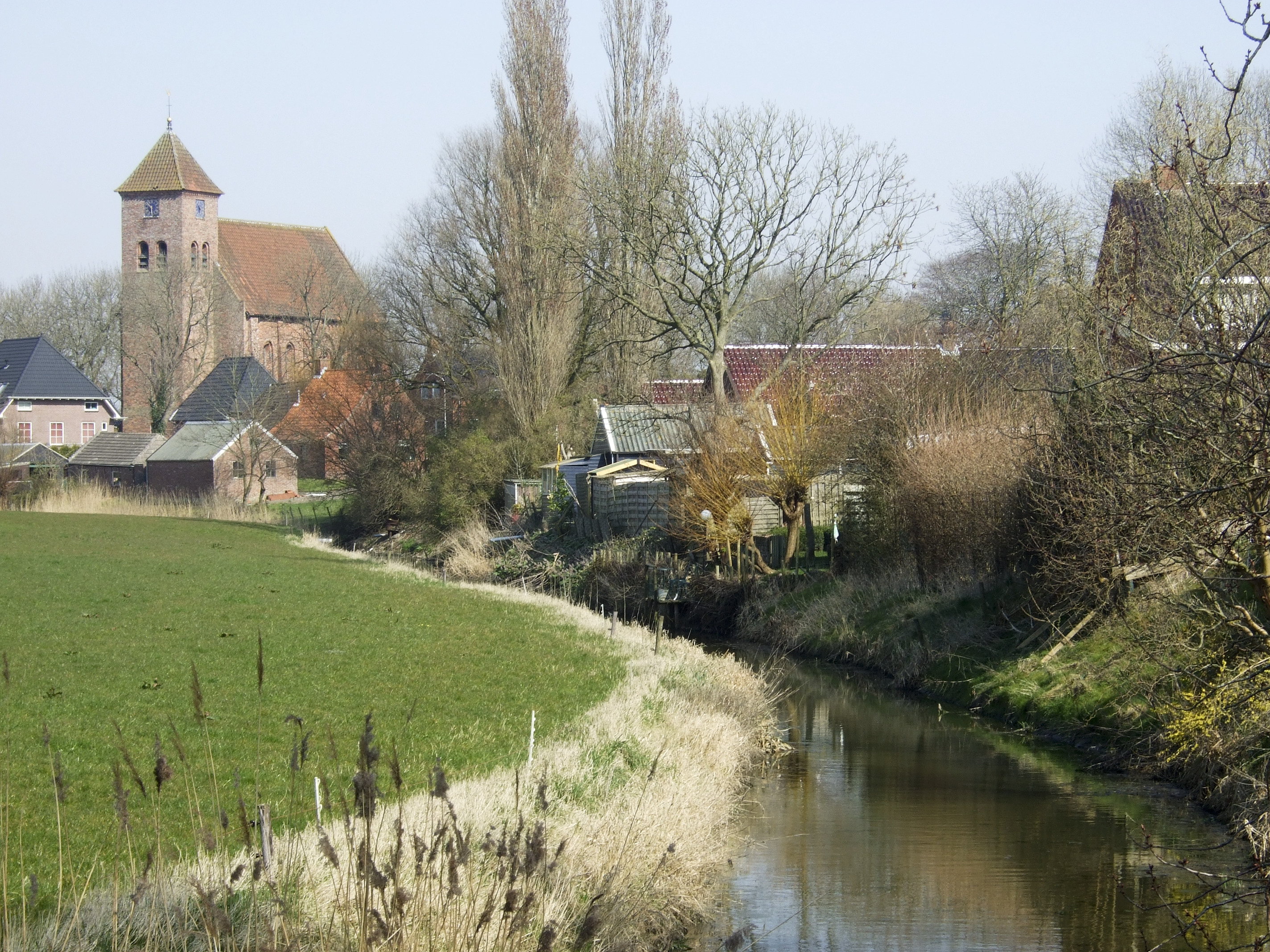
De middeleeuwse kerk van Groot-Termunten in het Klei-Oldambt

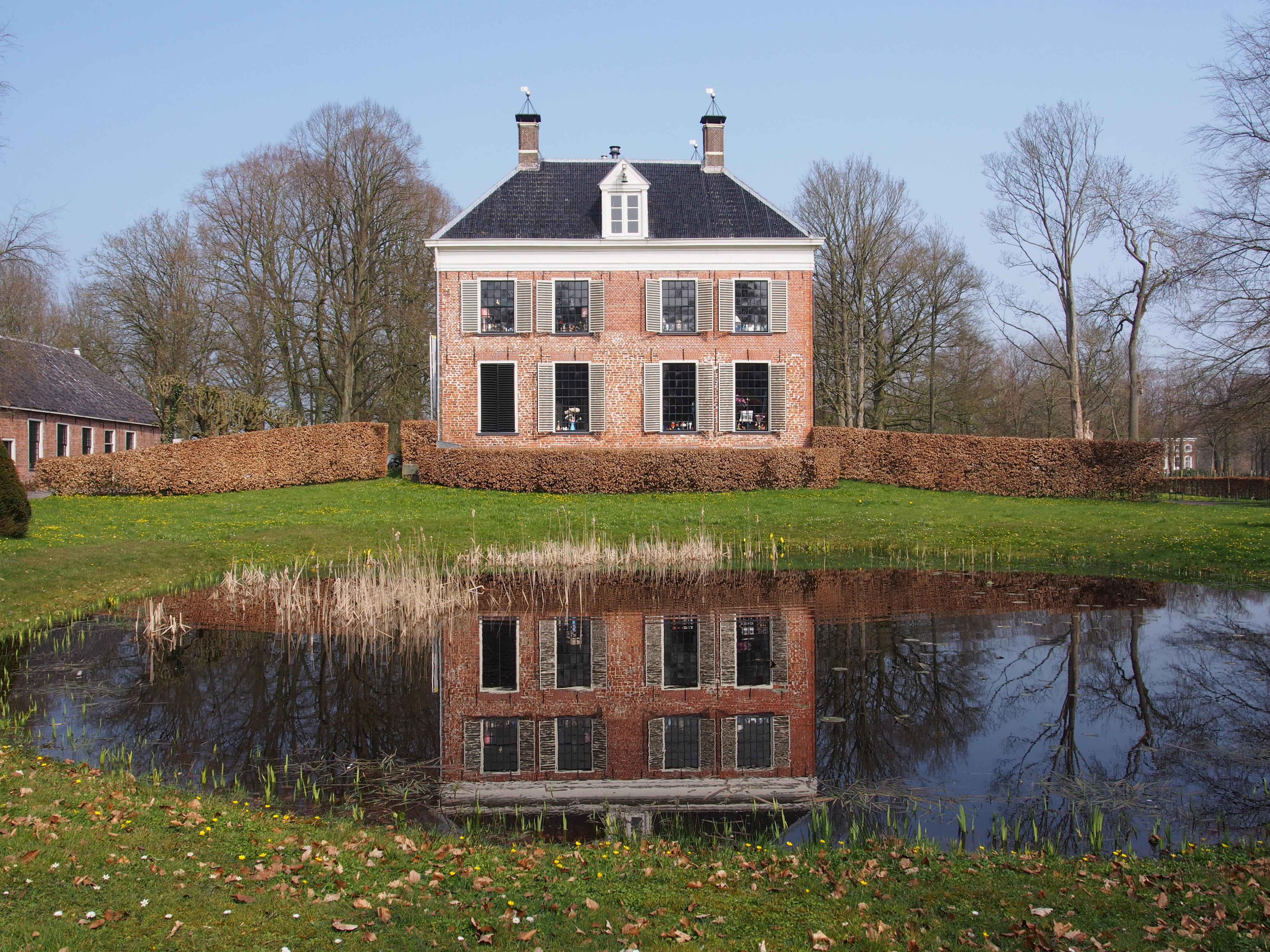
Ennemaborg te Midwolda

Het gewest Oldambt was vanouds verdeeld in twee onderdistricten, Menterne en Menterwolde genoemd. In het begin van de zestiende eeuw sprak men ook wel over Oldampt in den Cley en Oldampt by de Wolde oftewel Oldeambt over den Dullaert. In 1548 was sprake van drie bestuurlijke onderdelen of clufften in hert Oldambt. De beide Oldambten werden bestuurd onder leiding een stadsambtenaar, de drost van het Oldambt, ook wel drost of ambtman van de Beide Oldambten genoemd. Deze werd van 1577 tot 1594 en opnieuw vanaf 1623 bijgestaan door een afzonderlijke ambtman voor het Klei-Oldambt.
De jurisdicties van Klei- en Wold-Oldambt werden in 1803 samengevoegd tot het district Beide Oldambten. De dorpen Bellingwolde, Blijham, Oude- en Nieuweschans gingen daarentegen deel uitmaken van de jurisdictie Wedde en Westerwoldingerland.

#### Klei-Oldambt
Het Klei-Oldambt stond in de middeleeuwen bekend als Menterne (tevens de Latijnse naam voor Termunten, maar genoemd naar de rivier de Munte). Het wordt ook wel het Klein-Oldambt genoemd. De Munte stroomde door dit gebied. Het was een wierdenlandschap, grotendeels bestaand uit vruchtbaar kleiland dat voortdurend bloot stond aan het gevaar van overstromingen. Tot het gebied behoorden oorspronkelijk vijf parochies: Groot-Termunten (Grote Munte), Klein-Termunten (Lutke Munte), Borgsweer, Woldendorp en het verdronken dorp Zwaag. Het dorp Wagenborgen in Fivelingo sloot zich omstreeks 1435 bij het Wold-Oldambt aan, maar werd vanaf het einde van de 15e eeuw tot het Klei-Oldambt gerekend.
In de 16e eeuw werd het door de zee bedreigde dorp Westerreide bij Termunten gevoegd; de kerk werd kort na 1589 gesloopt.
Tot in de 19e eeuw golden Klein-Termunten, Grijzemonnikenklooster, Lalleweer en Lesterhuis als afzonderlijke kerspelen. Ieder kerspel vormde tevens een schepperij binnen het Termunterzijlvest, behalve Borgsweer en Lalleweer, die deel uitmaakten van het Oterdumerzijlvest. Volgens een 16e-eeuws bericht vormden deze laatste twee aanvankelijk tevens een afzonderlijke rechtstoel. Het noordelijke deel van Wagenborgen (beneden der Gast und binnen Kadijcks) behoorde sinds 1471 tot het Farmsumerzijlvest.
De hoofdplaats was Groot-Termunten, waar sinds 1438 de kastelein van de borg te Termunten zetelde en later de ambtman van het Klei-Oldambt. Het rechthuis stond van 1653 tot 1803 in Termunten.

#### Wold-Oldambt
Het Wold-Oldambt stond in de middeleeuwen bekend als Menterwolde of Menterasilva (tevens de naam van een klooster bij Nieuwolda). Het wordt ook wel Groot-Oldambt genoemd. Het Wold-Oldambt bestond vanouds vooral uit ontgonnen hoogveengebieden of wolden, maar bestaat nu grotendeels uit een polder- of zeekleilandschap, omringd door dekzandruggen, waarop een groot deel van de dorpsbebouwing te vinden is.
Tot het Wold-Oldambt behoorden in de middeleeuwen tien kerspelen: Noordbroek, Zuidbroek, Muntendam (met de achterliggende veengebieden), Meeden, Eexta, Scheemda, Midwolda (met de kloosters Menterwolde en Grijzevrouwen), Oostwold, Finsterwolde en Oost-Finsterwolde (Veenhuizen). Vanaf het midden van de vijftiende eeuw werd ook een handvol kerspelen uit het verdronken Reiderland tot het Oldambt gerekend. Dit vijffte deell van Reyderlant, ook wel Ulsder Vijfdedeel genoemd, wordt voor het eerst in 1471 als zodanig vermeld. Hiertoe behoorden de dorpen Beerta (met Ulsda en Wynedaham), Westerlee (met het klooster Heiligerlee) en Winschoten (met de venen van Pekela).
Vanaf 1482 oefende de stad Groningen tevens het gezag uit over de dorpen Blijham en Bellingwolde (met Den Ham en Houwingaham). De stad kreeg deze dorpen in onderpand van de bisschop van Münster, die in geldnood verkeerde. Ze werden samen met de overige dorpen bestuurd door de kastelein van de Pekelborg. In 1498 werden deze rechten weer overgedragen aan de bisschop, toen deze zijn schulden had afbetaald. Het argument dat deze dorpen bij het Oldambt hoorden en zich vrijwillig onder het gezag van het stadsbestuur hadden gesteld, vond bij de bisschop geen gehoor. De heerlijkheid Blijham en Bellingwolde cum anexis kwam in 1536 met de rest van Westerwolde in handen van de heren van Arenberg en werd vervolgens in 1619 overgedragen aan de stad Groningen.
De kerspelen Wynedaham.en Ulsda werden in de 16e eeuw ingelijfd bij de parochie Beerta, Oost-Finsterwolde bij Finsterwolde en Muntendam bij Zuidbroek. Of Sint-Vitusholt ooit een afzonderlijk kerspel heeft gevormd, is onzeker.
De hoofdplaats van het Wold-Oldambt was vanouds Midwolda, maar vanaf het einde van de zestiende eeuw was dit Zuidbroek. Hier zetelde vermoedelijk sinds 1438 de kastelein van de Drostenborg, later de ambtman of drost van het Oldambt genoemd.
Het Wold-Oldambt bestond tot 1803 uit vier rechtstoelen. Er was een rechthuis te Zuidbroek, dat samen met Noordbroek, Meeden, Veendam en Wildervank één rechtstoel vormde, verder rechthuizen te Midwolda, Finsterwolde (genoemd in 1653) en (mogelijk ter vervanging van deze beide) te Noordbroek (genoemd in 1771). In Winschoten stond het rechthuis van het voormalige Ulsder Vijfdedeel in het Reiderland, waaronder ook de Pekela's vielen. Het belangrijkste bestuursorgaan was het Termunterzijlvest, dat zorg droeg voor de afwatering in het grootste, westelijke deel van het Oldambt. De dorpen Beerta, Nieuw-Beerta en Winschoten maakten deel uit van het Vierkarspelen- en Tienkarspelenzijlvest. De vestingdorpen Oudeschans en Nieuweschans vielen onder het gezag van de Staten Generaal.
Uitzonderlijk voor beide Oldambten was dat predikanten en kerkvoogden tot 1811 optraden als notaris: bij hen kon men huwelijkscontracten, testamenten, koopakten en andere documenten laten verzegelen en vastleggen in een protocolboek. Dit recht werd mei 1607 door het stadsbestuur ingetrokken, maar juni 1608 alsnog weer toegestaan. In tegenstelling tot de Ommelanden waren rechtspraak, kerk en waterstaat in het Oldambt niet in handen van een adellijke elite, maar waren alle grondeigenaren stemgerechtigd. De drost gaf leiding aan bestuur en rechtspraak; het Groningse stadsbestuur had op alle vlakken het laatste woord. Op het plaatselijke vlak waren er kerspelbesturen met gekozen volmachten en twee of drie dijkrechters, die vooral wegen, dijken en watergangen controleerden. Winschoten had daarnaast vier kluftmeesters.
De kerspelen fungeerden tevens als schepperijen binnen het betreffende zijlvest; in Beerta en Winschoten viel het kerspel samen met het dijkgerecht. Ook het innen van belastingen en waterstaatslasten gebeurde door plaatselijke functionarissen (schatbeurders), die hun rekeningen moesten voorleggen aan de stemgerechtigde inwoners. Voor de inning van grondbelasting (verponding) bestonden grotere districten (samenvallend met de kerkelijke collaties), waarvoor een collector verantwoordelijk was. De kerspelen of schepperijen Noordbroeksterhamrik, Oostwolderhamrik, Muntendam, Heiligerlee en Ulsda golden als min of meer zelfstandige bestuurseenheden. Alleen Finsterwolde had sinds het begin van de 18e eeuw geen eigen kerspelbestuur; de taken van dit kerspel waren overgenomen door de Hervormde Kerkvoogdij. Plannen voor een afzonderlijk kerkdorp Stadspolder zijn niet gerealiseerd.
Grote delen van de Groninger Veenkoloniën werden tot 1798 eveneens tot het Wold-Oldambt gerekend. Het kerspel Oude Pekela splitste zich in 1640 af van Winschoten, Veendam in 1655 van Zuidbroek en Muntendam.  Op het grondgebied van deze nieuwe kerspelen ontstonden vervolgens Wildervank (1702) en Nieuwe Pekela (1704). De grens tussen het Oldambt en Westerwolde liep dwars door de Pekela's, wat tot veel smokkel en bestuurlijke verwarring leidde. De kerk van Oude Pekela stond in Westerwolde. Ook de veenkoloniën (1648) werden tot het Wold-Oldambt gerekend; ze werden in 1803 bij de jurisdictie Gorecht gevoegd, maar bleven (net als Hoogezand, Sappemeer en Windeweer-Lula) onder de bepalingen van het Oldambtster landrecht vallen.

#### Landbouwgebieden
De landbouwstatistiek van 1912 rekende het Wold-Oldambt tot de landbouwgebieden Oud-Oldambt (de voormalige gemeenten Noordbroek, Zuidbroek, Meeden, Scheemda, Winschoten, Wedde en Bellingwolde) en Nieuw-Oldambt (gemeenten Nieuwolda, Midwolda, Finsterwolde, Beerta en Nieuweschans). Oud-Oldambt kenmerkte zich door oudere polders, omringd door zand- en dalgronden, Nieuw-Oldambt door recenter polderland met relatief grote bedrijven.  Tot het Klein-Oldambt werd behalve de gemeente Termunten ook de Oosterhoek in de gemeente Delfzijl gerekend, waar vergelijkbare omstandigheden als in het Klei-Oldambt golden. Dit Klein-Oldambt werd in 1957 samengevoegd met Appingedam tot het landbouwgebied Oost-Fivelgo.
Sinds 1991 hanteert de overheid een indeling met 66 landbouwgebieden, die in 14 groepen worden worden samengevat. Het hele Oldambt werd voortaan tot de Oostelijke Bouwstreek in Groningen gerekend, waaraan tevens de voormalige gemeenten Bierum,  Delfzijl, Muntendam en Slochteren (Woldstreek) werden toegevoegd. Dit landbouwgebied maakt deel uit van de groep Veenkoloniën en Oldambt.

## Geografie

### Dollardpolders
Het middeleeuwse Oldambt bestond voornamelijk uit kleilanden, wolden (ontgonnen veengebieden) en kwelders, waarvan het grootste deel vanaf de negende of tiende eeuw in cultuur gebracht is. Beide helften van het Oldambt werden rond 1500 van elkaar gescheiden door de inbraak van de Dollard, waarbij vijftien tot twintig dorpen in het Reiderland verloren gingen. De dorpen in het Wold-Oldambt werden bijna allemaal naar hogere gronden verplaatst. Zij bleven echter omvangrijke bezittingen in de hamrikken aan de overkant van de Dollard houden en hielden het bestuur daarvan in eigen hand.
Door de bedijking van de hamrikken in de 16e eeuw groeide het oude en het nieuwe land weer aan elkaar. In de polders ontstonden nieuwe nederzettingen als Noordbroeksterhamrik, Scheemderhamrik (nu Nieuw-Scheemda), 't Waar, Midwolderhamrik (nu Nieuwolda), Oostwolderhamrik, Finsterwolderhamrik, Beertsterhamrik (nu Nieuw-Beerta), Oudedijk, Drieborg en Hamdijk.. De nieuwe polders, waarvan de meest recente de Carel Coenraadpolder uit 1924, werden vooral gebruikt voor de akkerbouw. Kenmerkend voor het Oldambt zijn dan ook de grote kavels en weidse vergezichten met de kolossale boerderijen.

### Blauwestad en Oldambtmeer
In de jaren na 2000 onderging de regio een grote verandering door het project Blauwestad. De provincie Groningen en de betrokken gemeenten wilde de kwijnende economie van het gebied een impuls geven door de aanleg van een groot meer (het Oldambtmeer) en een ruim bemeten woningbouwproject. Hierbij maakte men gebruik van een natuurlijke laagte in een stuwwallencomplex uit de voorlaatste ijstijd (het zogenaamde schiereiland van Winschoten), bestaande uit een drooggelegd meer (het Huningameer) en afgegraven hoogveengronden. Door het gebied onder water te zetten ontstond een van de grootste meren van Noord-Nederland met een oppervlakte van 800 hectare. Het meer staat in verbinding met Winschoterdiep en Termunterzijldiep, waardoor het bereikbaar is voor watersporters uit naburige regio's. De aanleg van het Oldambtmeer riep bij de omwonenden gemengde gevoelens op, omdat bestaande woningen, boeren- en tuindersbedrijven moesten verdwijnen. Een veelgehoord beklag was: "Onze grootvaders hebben het hier drooggelegd en nu laten ze het weer onder water lopen!"
De verkoop van de bouwkavels bleef aanvankelijk achter bij de verwachting. Met name de belangstelling vanuit het westen van het land, waarop men gehoopt had, viel tegen. Projectontwikkelaars haakten af, waarna besloten werd een groter deel van het gebied als natuurgebied aan te wijzen. Om de besluitvorming rond het project te vergemakkelijken, gingen de gemeenten Scheemda, Reiderland en Winschoten in 2010 samen tot de nieuwe gemeente Oldambt, met pakweg 40.000 inwoners op dat moment de tweede gemeente van de provincie Groningen. Vanaf 2017 is de  verkoop van kavels en woningen in Blauwestad aangetrokken. Eind 2022 waren er ruim 600 woningen gerealiseerd of in aanbouw.

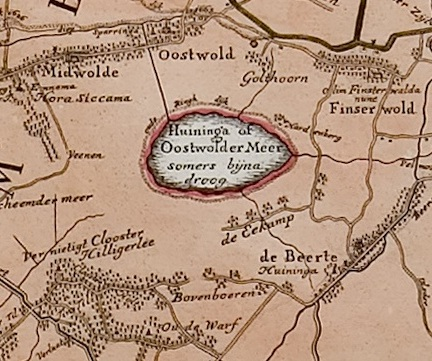
Huningameer of Oostwoldmeer, 1781
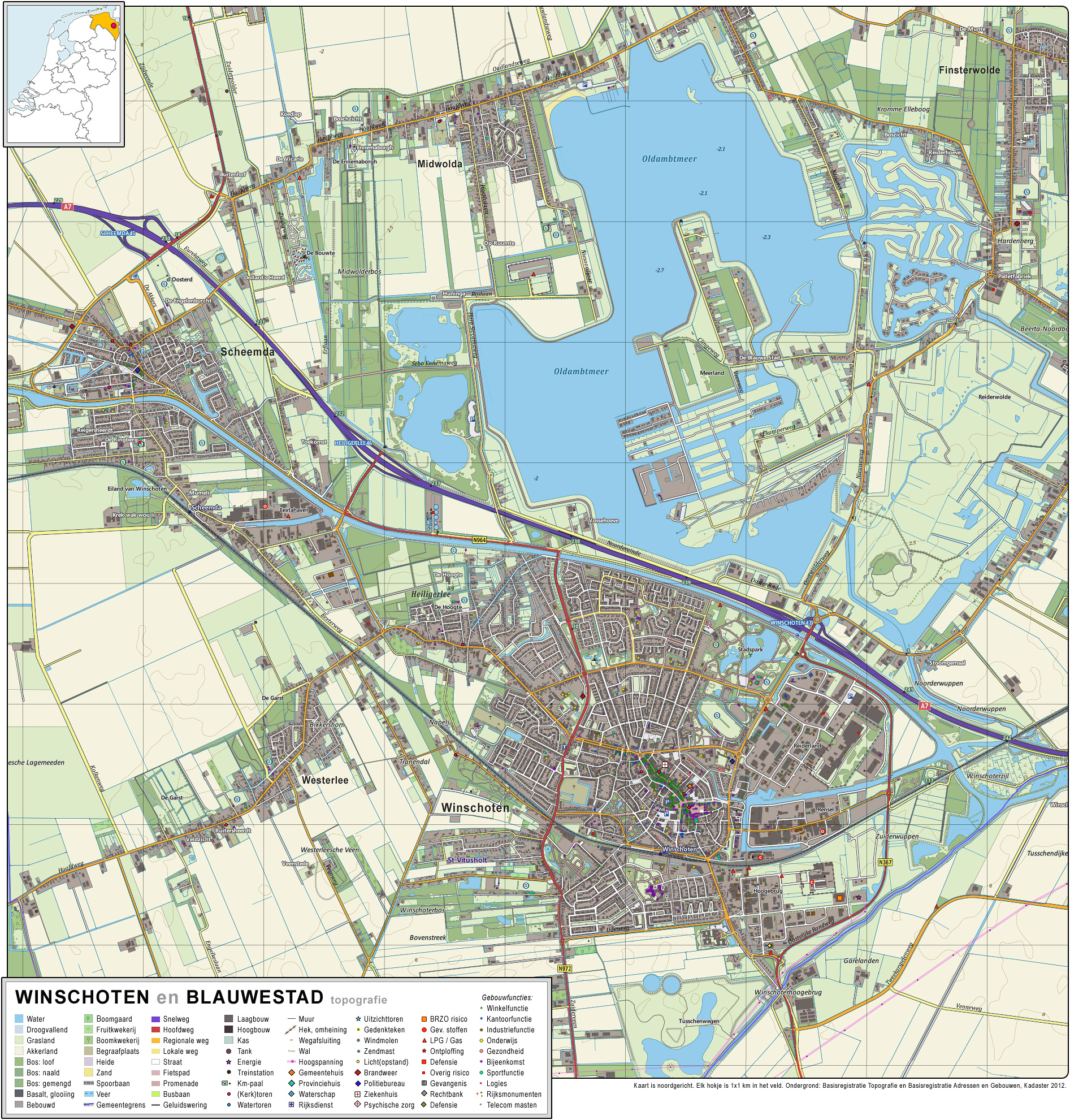
Winschoten en het Oldambtmeer in 2012

### Infrastructuur
De doorgaande wegen in het Oldambt volgen doorgaans de dekzandruggen en stuwwallen uit de laatste en voorlaatste ijstijd, die de voormalige Dollardboezem omringen. Centraal in het gebied ligt het zogenaamde schiereiland van Winschoten dat ver uitsteekt in het polderland. De aaneengesloten bebouwing is kenmerkend voor middeleeuwse streekdorpen; tot in de 19e eeuw waren hier ook veel houtwallen te vinden. Andere doorgaande wegen liggen op oude dijken, waarlangs nieuwe streekdorpen zijn ontstaan. Zo kan de 16e-eeuwse kustlijn nog worden gevolgd vanaf Woldendorp via Nieuwolda en Nieuw-Scheemda tot aan de Oudedijksterweg bij Zuidbroek. Een tweede dijklinie loopt van Finsterwolde via Ganzendijk, Hongerige Wolf en Drieborg naar Nieuw-Beerta, een derde tracé van Oudeschans naar Booneschans. Alleen in de nieuwere Dollardpolders is verspreide bebouwing te vinden.
Sinds 1635 vormde het Winschoterdiep een belangrijke levensader die de streek verbond met de stad Groningen. Via de Westerwoldse Aa en het Termunterzijldiep kon men de Dollard bereiken. De trekvaartverbindingen werden niet alleen gebruikt voor het  personen- en goederenvervoer, maar ook voor de export van turf uit de Veenkoloniën. Zo werd vanuit Winschoten het veengebied rond Pekel A ontgonnen, terwijl de turf uit Veendam, Wildervank en later Stadskanaal en de Drentse Monden via het Muntendammerdiep naar de stad Groningen werd vervoerd. Evenwijdig aan het Winschoterdiep werd in 1868 een spoorwegverbinding geopend, die de Groningen via Bad Nieuweschans met het Duitse achterland verbond (sinds 2012 de Wiederline genoemd). Rond 1840 werd verder een rijksstraatweg aangelegd, die na 1960 plaats maakte voor een autoweg langs het (vernieuwde) Winschoterdiep, ook wel rijksweg 42 genoemd. De autoweg werd op zijn beurt na 1990 werd vervangen door de autosnelweg A7. Deze autosnelweg vormt een belangrijke schakel in de transportroute naar het noorden van Europa. Sinds 2005 sluit de A7 aan bij de Emslandlinie (Bundesautobahn 31) naar het Ruhrgebied, waarvan de transport- en distributiesector profiteerde. Ook de gedeeltelijke verdubbeling van de N33 van Assen naar de Eemshaven in 2014 had een positief effect.

## Geschiedenis

### Middeleeuwen

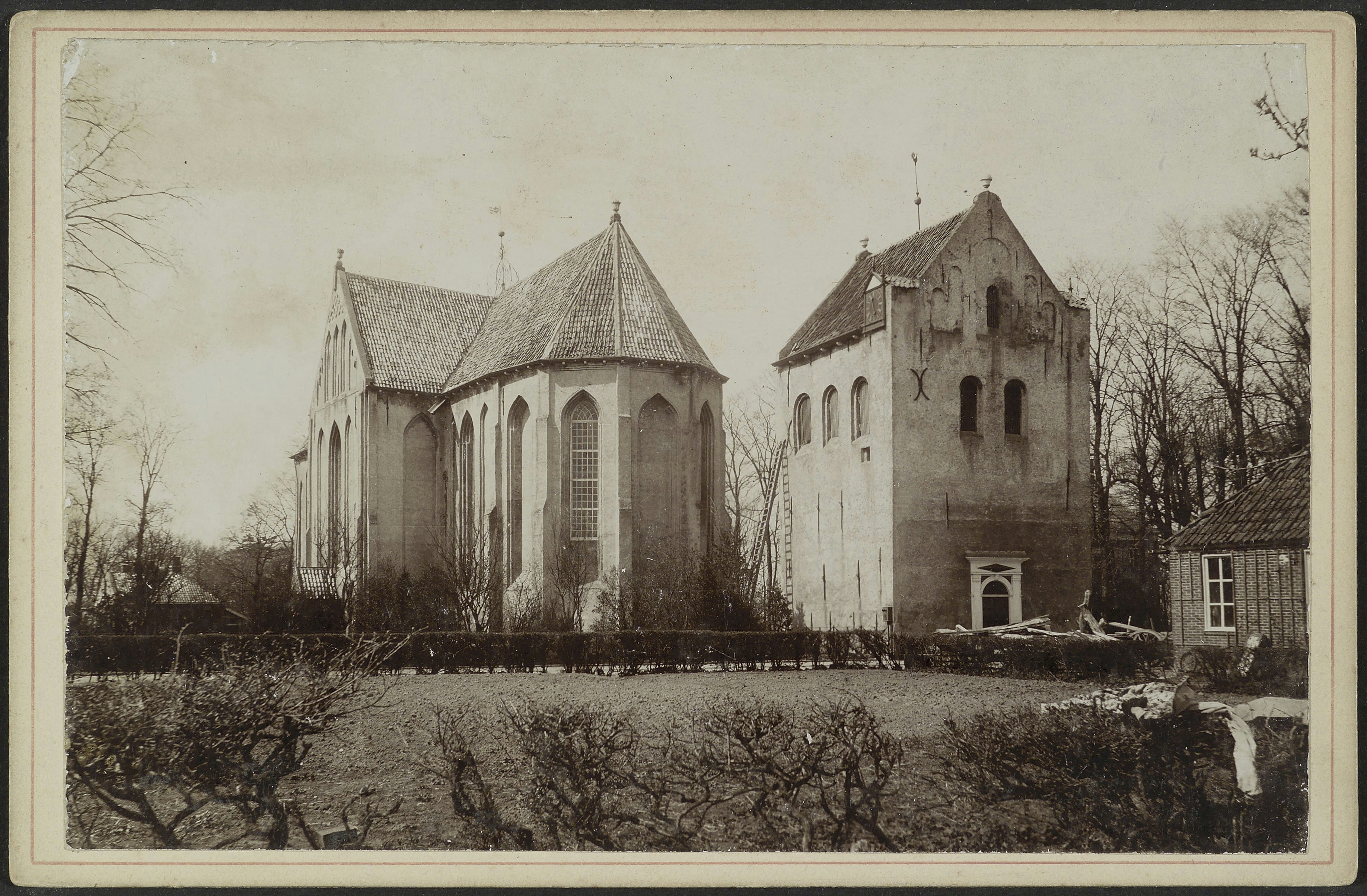
Kerk van Noordbroek tijdens eerste restauratie (ca. 1900)

Tot de elfde of twaalfde eeuw maakte het Oldambt mogelijk deel uit van het gouw Fivelingo, waaraan ook de naam Oldambt oftewel 'het oude onderdistrict' zou ontleend. Dit zou blijken uit de samenstelling van het decanaat Farmsum, dat behalve het gehele Oldambt ook het Oosterambt van Fivelingo omvatte. Achterhaald is de veronderstelling dat het Oldambt als eerste van de gebieden in het noorden van (het huidige) Nederland onder Frankisch bestuur zou hebben gevallen en vandaar de naam oude ambt moet hebben gekregen. Het oorspronkelijke district is mogelijk in 1201 uiteengevallen. De kloosterkroniek van Wittewierum verwijst naar een strijd tussen de bewoners van het Klei-Oldambt (Menternes) en die van het Wold-Oldambt (Silvanos), die zich in dit jaar zou hebben afgespeeld.
De grens tussen Reiderland en het Oldambt werd gevormd door de Tjamme en vermoedelijk de Fiemel Ae. Deze grens wordt uitvoerig beschreven in verdragen uit 1391 (mogelijk een falsificatie) en 1420. De kuststreek werd voornamelijk bewoond door Friezen. Het gebied hoorde bij het Friesland tussen Eems en Lauwers (de latere Groningse Ommelanden). De grens met Fivelingo werd ten dele gevormd door de Sijpe; over het verloop van de grens van Wagenborgen tot Borgsweer bestaat minder duidelijkheid. Wagenborgen viel tot 1435 onder het Oosterambt van Fivelingo, maar kwam - in tegenstelling tot de omliggend kerspelen - niet in handen van de Ripperda's. 
Het Kleine tractaat van de Zeven Zeelanden uit het jaar 1417 rekent het district Aeldambecht samen met Reyderland en Westerwald bij het vijfde Friese zeeland. Dit vijfde zeeland kwam volgens de opvattingen van die tijd grofweg overeen met de huidige provincie Groningen en Oost-Friesland westelijk van de Eems.
Het Oldambt maakte tot 1559 deel uit van het bisdom Münster. De kerkelijke rechtspraak werd uitgeoefend de proost van Farmsum. De proosdij was sinds het einde van de veertiende eeuw in handen van de hoofdelingenfamilie Ripperda. De rechten van de proost waren echter na een volksopstand in 1276 sterk beperkt. Volgens de bepalingen van het seendrecht van 1323 mocht hij niemand uit eigen beweging aanklagen.
Het wereldlijk bestuur in het Oldambt was in handen van dorpshoofdelingen, die samen met de gemeenschap van vrije boeren recht spraken en besluiten namen. Zij woonden in de regel op een borg of steenhuis. Binnen de kerspelen werd de functie van rechter of buurrechter bij toerbeurt waargenomen. De middeleeuwse hoofdplaats van het Oldambt was Midwolda. Het wapen van het Oldambt is de directe voorloper van die van de voormalige gemeente Midwolda. De afgebeelde vergrote kruiskerk van Midwolda diende als plaats voor bestuur en rechtspraak. Zo werd hier in 1471 het een nieuwe versie van het Oldambtster landrecht vastgesteld, dat ook gold voor 't vijffde deel van Reyderlant. Een eerdere versie was in 1427 in het klooster Palmar vastgesteld.
De machtigste families waren rond 1400 de Gockinga's in Zuidbroek en de Houwerda's in Termunten, die in toenemende mate hun concurrenten uitschakelden. De omliggende dorpen deden daarop een beroep op de stad Groningen, die de Gockinga's en de Houwerda's meermalen tot overgave en ballingschap dwong en ten slotte in het midden van de vijftiende eeuw hun bezittingen in beslag nam. De eerste kastelein op de Houwerdaborg was een zekere Lodewijk Horenken, die vanaf 1444 de stadsrechten in het Oldambt en het Reiderland moest waarnemen; hij werd opgevolgd door zijn zoon Evert. Van 1482 tot 1504 zetelde de kastelein voor het Wold-Oldambt in de Pekelborg bij Winschoten, terwijl het Klei-Oldambt vanuit Oterdum werd bestuurd. De kerspelen bleven min of meer autonoom. In 1435 sloten ze een verdrag met de stad Groningen, waarbij ook Winschoten en Beerta in het Reiderland zich voegden, en in 1454 sloten hun vertegenwoordigers een bedijkingsovereenkomst om verder landverlies tegen te gaan. Dit verdrag werd namens het Wold-Oldambt bezegeld.

### Onder de stad Groningen

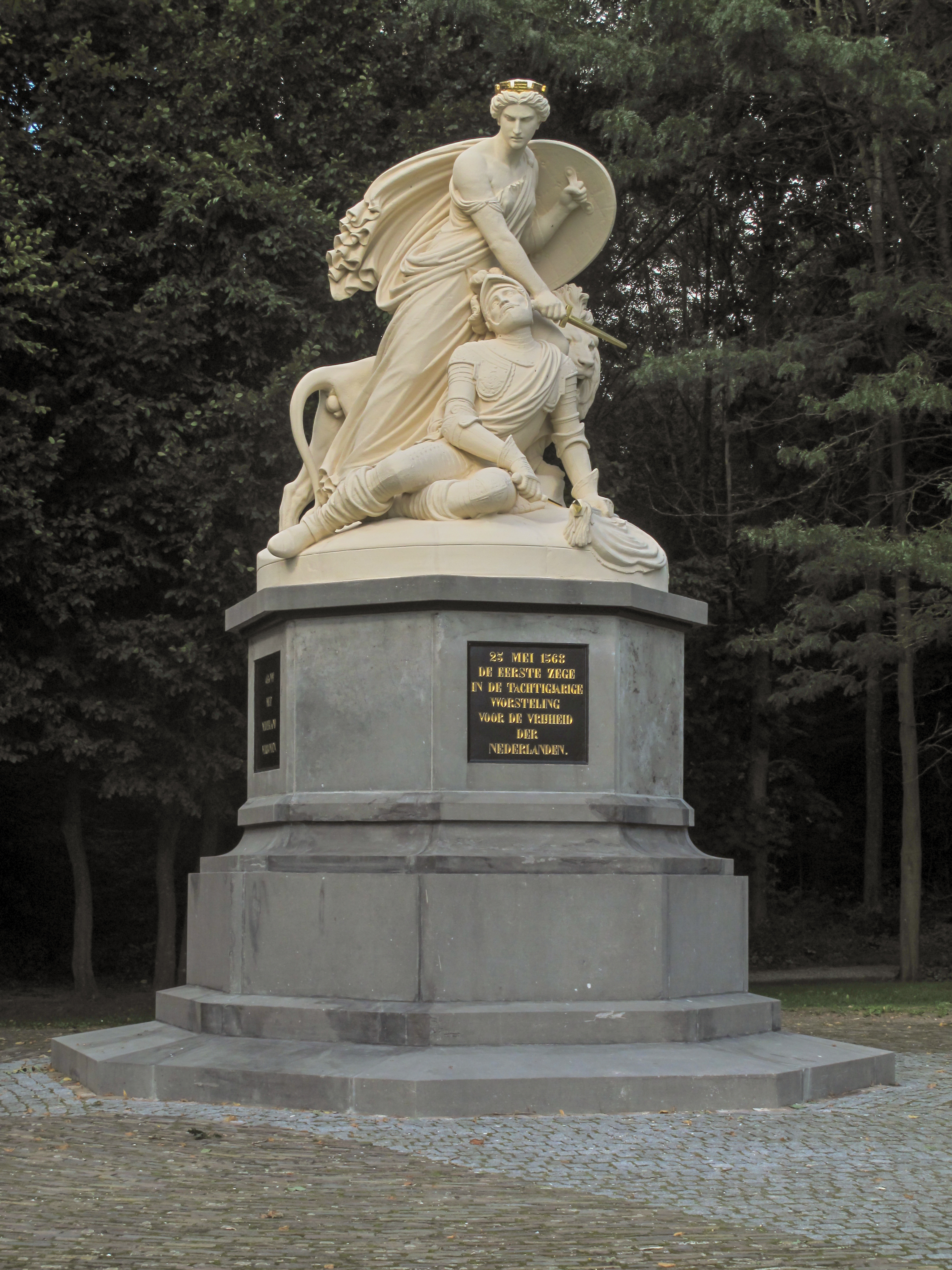
Heiligerlee, monument ter herdenking van de Slag bij Heiligerlee (1568)

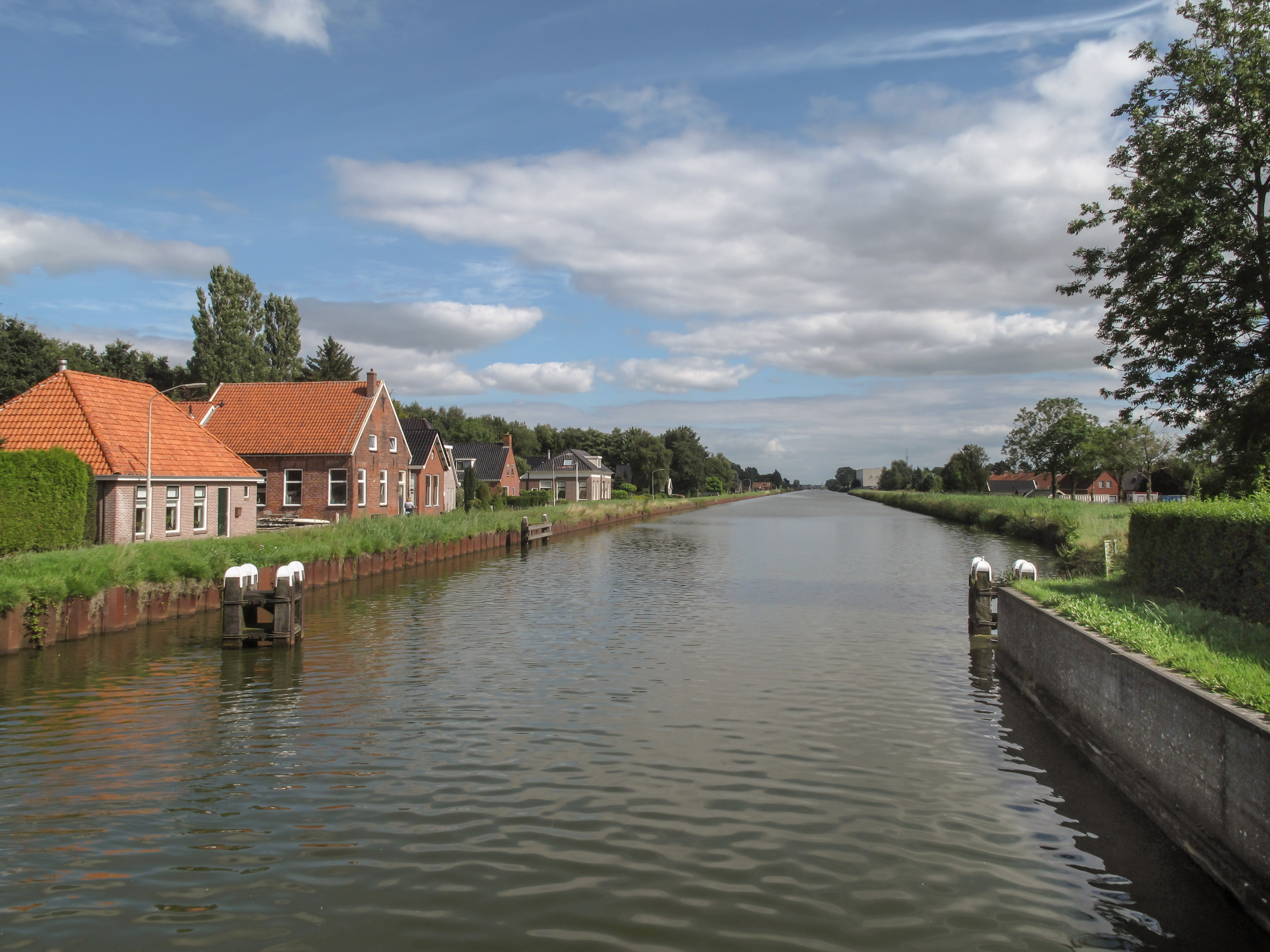
Winschoterdiep te Zuidbroek

In de zestiende eeuw volgde een ommekeer. Het bewind van de hertog van Gelre perkte na 1522 de rechten van de kerspelen steeds verder in ten gunste van de stad Groningen, die het Oldambt ging beschouwen als onderdeel van de stadsjurisdicties. In 1518 wordt voor het eerst de drost of ambtman van het Wold-Oldambt genoemd, in 1526 die van het Klei-Oldambt. Dat alles leidde herhaaldelijk tot conflicten met de bevolking.
In mei 1568 werd het Oldambt een strijdtoneel, nadat de huursoldaten van Lodewijk van Nassau Groningen waren binnengevallen. Op 23 mei 1568 arriveerden Spaanse troepen die de invallers moesten verjagen. Ze werden opgesteld bij het klooster van Heiligerlee, maar daar opgewacht door het Staatse leger dat de Spanjaarden vervolgens het veenmoeras in dreef. Deze gebeurtenis is bekend komen te staan als de Slag bij Heiligerlee en vormde het begin van de Tachtigjarige Oorlog. De lotgevallen van de Oldambtsters tijdens de oorlogjaren worden beschreven in de Prophecye van Jarfke uit 1597.
In maart 1580 tekenden vertegenwoordigers van de beide Oldambten eigenmachtig de Unie van Utrecht; het besluit daartoe was met het oude landschapszegel bekrachtigd. Dit leidde na het Verraad van Rennenberg tot wraakacties van de stad, waarbij de handelsvrijheid van de Oldambtsters sterk werd ingeperkt en het stapelrecht van de stad werd opgelegd. De enige concessie die de stad deed, was het toestaan van bierbrouwerijen en andere vormen van nijverheid, die in de Ommelanden verboden waren. De stad zorgde ook voor de aanleg van nieuwe kanalen die het mogelijk maakten dat landbouwproducten en turf uit het Oldambt naar de stad konden worden vervoerd. Eerst werd in de jaren 1584 tot 1587 het Nijediep via Slochteren, Noord- en Zuidbroek door de Dollard naar Winschoten en Wedde gegraven. Vanaf 1628 volgde de aanleg van het Winschoterdiep met zijtakken als het Muntendammerdiep, Meedenerdiep, Koediep (1635) en Buiten Nieuwediep (1665). Met het Termunterzijldiep (1601), Beertsterdiep (1636) en Bellingwolderzijldiep (1704) werd ook de afwatering beter geregeld. Termunterzijl ontwikkelde zich tot zeehaven. De Westerwoldse Aa werd in 1657 afgesloten bij Nieuweschans, waar in 1690 het havenplaatsje Oudezijl ontstond.

### Oldamptster Selfreddinge (1648)
In de 17e eeuw probeerden de Oldambtsters geregeld meer te zeggen te krijgen over hun eigen zaken. Ze probeerden in 1594 tevergeefs zitting te krijgen in de landdag van de Ommelanden. Het verhaal gaat dat graaf Willem Lodewijk hun woordvoerder schertsend vroeg naar hun edellieden. De woordvoerder - een herenboer -  antwoordde daarop: Genadiger Heere, wij Old-Ambsters weten van geene Edel-luyden, wij zijn alle Boeren, Boeren door de huyt.
Toen de stad Groningen niet tegemoet kwam aan hun grieven riepen de eigenerfde boeren van het Oldambt op 10 augustus 1639 min of meer de onafhankelijkheid uit, onder leiding van de (enige) edelman Sebo Huninga. In een proclamatie werd aangegeven dat men het gezag van de stad niet meer zou accepteren en daarvoor wilde strijden met 'goed en bloed'.
Deze actie leidde tot een jarenlange juridische strijd met de stad Groningen, die keer op keer door de Staten Generaal in het gelijk werd gesteld, omdat het Oldambt niet over de wettelijke documenten beschikte die hun claims konden ondersteunen: De bewijzen bevonden zich in het geheime stadsarchief. In 1643 en 1648 stuurde het stadsbestuur troepen naar het Oldambt, maar Ommelander jonkers, die op de handen waren van de Oldambtsters, wisten de soldaten te bewegen terug te keren. De Oldambters benoemden intussen hun eigen bestuurders, waaronder een landrichter. Men sprak wel over de Oldamptster Selfreddinge (zelfbestuur).
De Staten Generaal besliste uiteindelijk in 1649 negatief over de meeste claims van de Oldambtsters en bevestigde daarmee de overheersende positie van de stad. Bij de inundaties tijdens de Eerste Münsterse Oorlog van 1665 leden de boeren veel schade. Bij de tweede inval van prinsbisschop Christoph Bernhard von Galen (Bommen Berend) in 1672 droegen enkele Oldambtster eigenerfden de soevereiniteit van hun landschap over aan het bisdom Münster. Vertwijfeld over de politiek van de stad Groningen wilden ze terugkeren in het Duitse Rijk, op voorwaarde dat ze gereformeerd nochten blijven. De troepen van de bisschop werden echter verslagen en de aanstichters kregen de doodstraf.
De strijd mocht dus niet baten en de Oldambtsters bleven zich achtergesteld voelen ten opzichte van Fivelingo en Hunsingo, waar de eigenerfden wel over publieke zaken mochten meebeslissen, ook al trok de adel aan de touwtjes. In het Oldambt voerde het stadsbestuur via de drost en de landschrijver een min of meer absolutistisch bewind, waarbij de eigenerfden alleen bij waterstaatszaken en bij het bestuur van de kerkelijke gemeenten hun stemrecht konden laten gelden. Dit had ook voordelen, want de stad zorgde - ondanks wijdverbreide corruptie - voor recht en orde en effectief bestuur. Predikanten, schoolmeesters, waterschapsbestuurders en belastingontvangers werden door de landeigenaren aangewezen en moesten tegenover hen rekening afleggen. Als de drost recht sprak, werd hij bijgestaan door enkele bijzitters uit de bevolking. De predikanten hadden het zegelrecht: ze mochten, daarin bijgestaan door de kerkvoogden, zelf notariële akten opstellen. Het stapelrecht dat allerlei vormen van handel en nijverheid op het Groningse platteland verbood, kende in het Oldambt belangrijke uitzonderingen. Zo mochten de Oldambtsters zelf hun bier brouwen. Ook het jachtrecht in het hele Oldambt was aan alle grondbezitters toegestaan.
Dankzij de overheersende positie van de Stad hebben zich in het Oldambt, anders dan Ommelanden, geen jonkergeslachten gevestigd die de heerlijke rechten naar zich toe trokken. De steenhuizen in het Oldambt hebben zich daarom nooit tot echte borgen ontwikkeld. Wel vestigden zich rijke stadsfamilies op buitenplaatsen in het Oldambt, waarvan de Hora's op de Ennemaborg, de Gockinga's op Veenhuizen bij Noordbroek en de Geertsema's te 't Waar de bekendste voorbeelden waren. Rijke burgers brachten de zomers door op het platteland en speelden een grote rol in de dorpsbesturen. Vaak trad een van hen op als eerste kerkvoogd. En geregeld probeerden zij hun invloed te laten door hun clientèle aan predikantsplaatsen en andere lucratieve baantjes te helpen.

### Oproer van 1748
In een volgende fase kregen de conflicten met de stad vooral een politieke en religieuze dimensie. De meeste Oldambtsters raakten in de ban van een strenge vorm van protestantisme met een mystieke inslag (de Nadere Reformatie) en werden overtuigde aanhangers van het Orangisme, een politieke stroming die meer macht aan de stadhouder wilde geven. Tijdens het Pachtersoproer van 1748 vormden ze militaire vrijkorpsen, die meehielpen bij een politieke omwenteling in de stad Groningen. Ze namen het bestuur tijdelijk in eigen hand en hun vertegenwoordigers voerden het voortouw op een regionale boerenlanddag in Appingedam. Mede dankzij hun acties voerde stadhouder Willem V een aantal hervormingen door, die bekend staan als het Reglement Reformatoir van 1749. Uiteindelijk namen vertegenwoordigers van de Stad met steun van de Prins het bestuur weer over. Geregeld braken echter nog relletjes uit als de Oldambtsters meenden dat hun kerkelijke en politieke tegenstanders te veel ruimte kregen. In 1785 werden troepen naar het Oldambt gestuurd om de orde te handhaven, nadat de orangistische vrijkorpsen weer op de been kwamen. Patriottische vrijkorpsen bestonden slechts in enkele plaatsen. Zelfs na de Bataafse Omwenteling bleef het nog een tijdlang onrustig. Wel kwam er na 1795 een nieuwe en verlichtingsgezinde boerenelite aan de macht. Een tijdlang werd het gebied bestuurd door het Committé Centraal des Wold-Oldambts, dat in Scheemda resideerde. Pas in de loop van de negentiende eeuw bekenden de Oldambtster boeren zich in meerderheid tot het liberalisme.  

### Graanschuur van de provincie

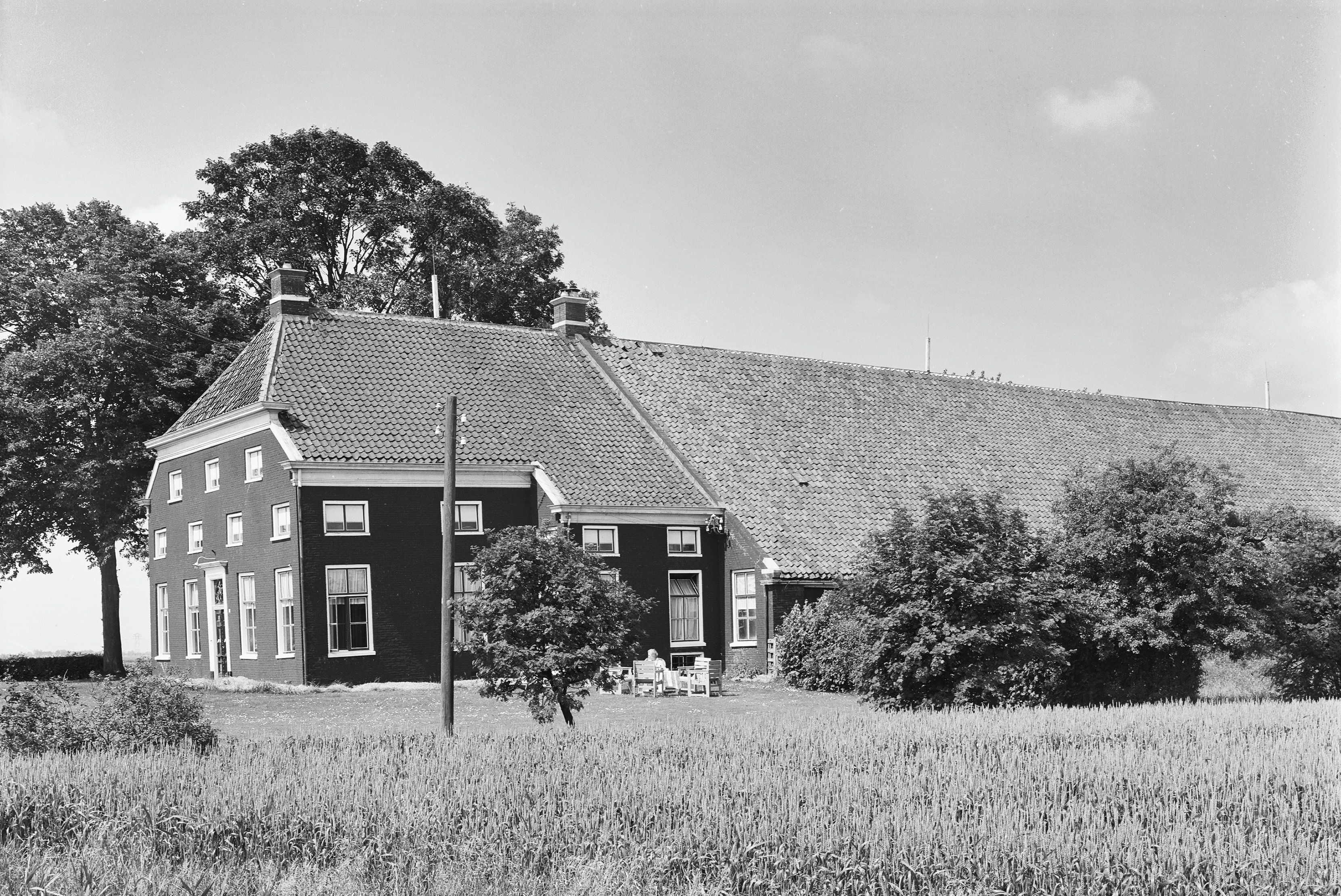
Boerderij te Nieuw-Scheemda, 1838

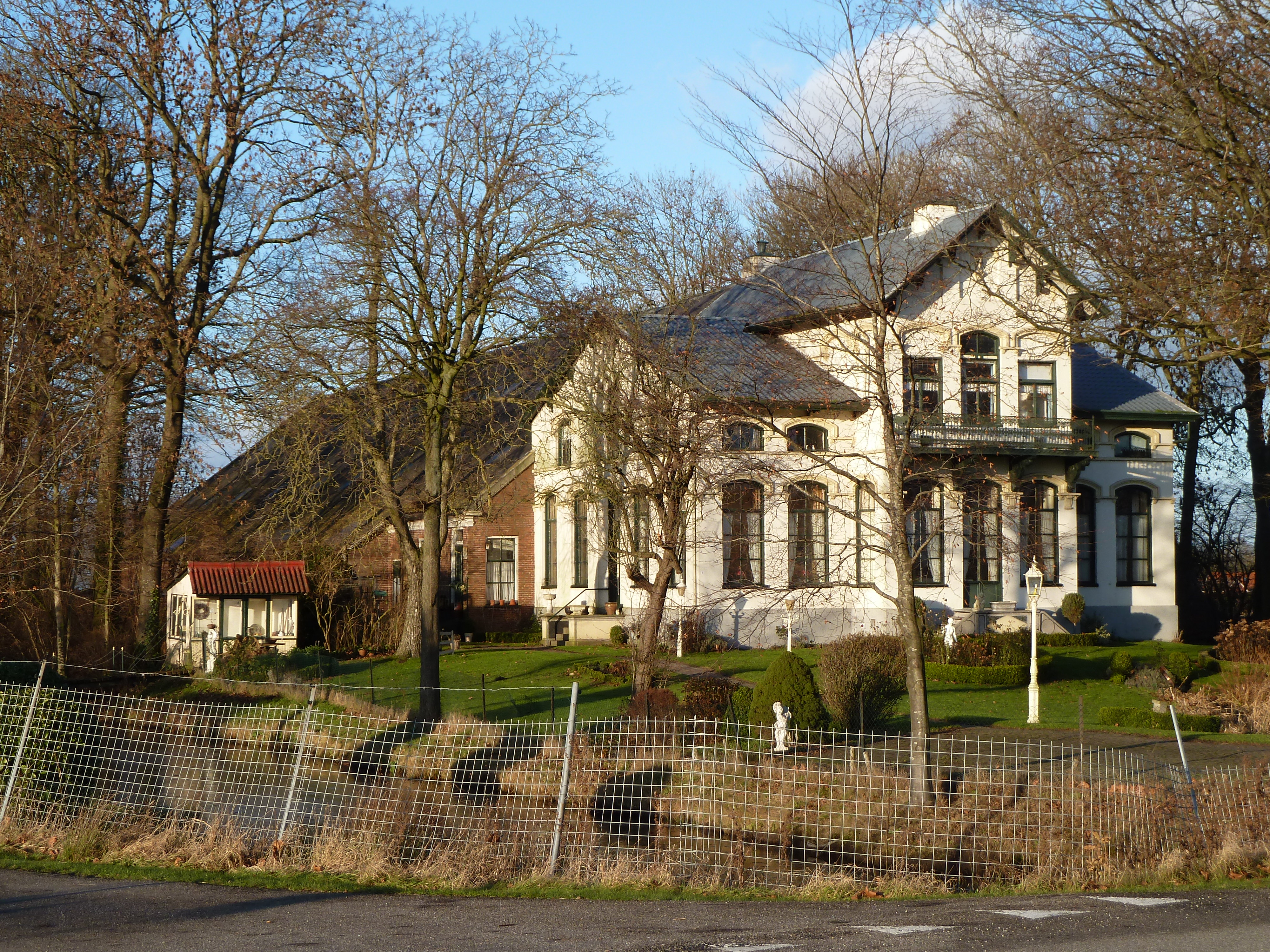
Herenboerderij in eclectische stijl te Midwolda, ca. 1880

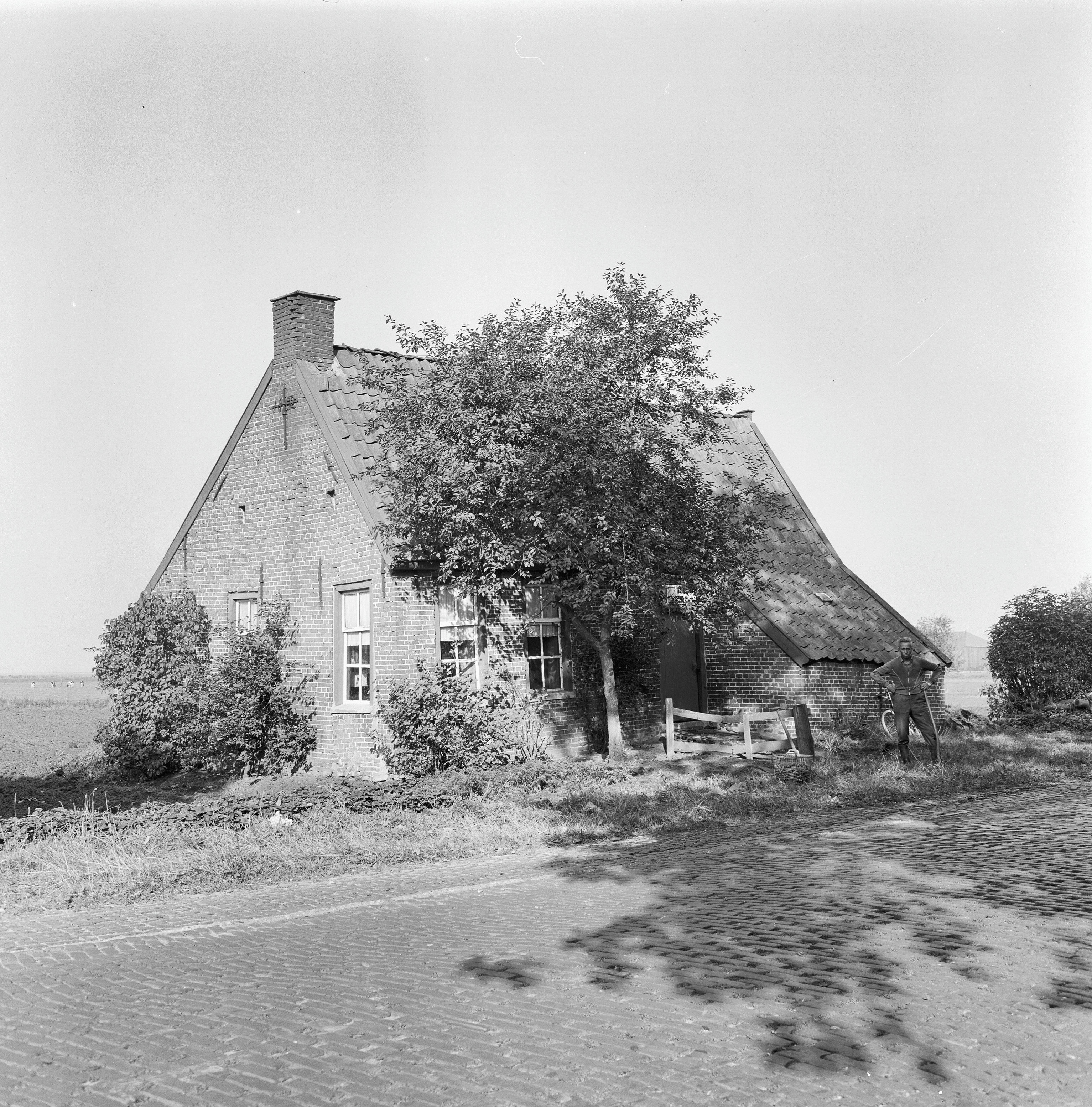
Achttiende-eeuws landarbeidershuis of keuterboerderij te Midwolda

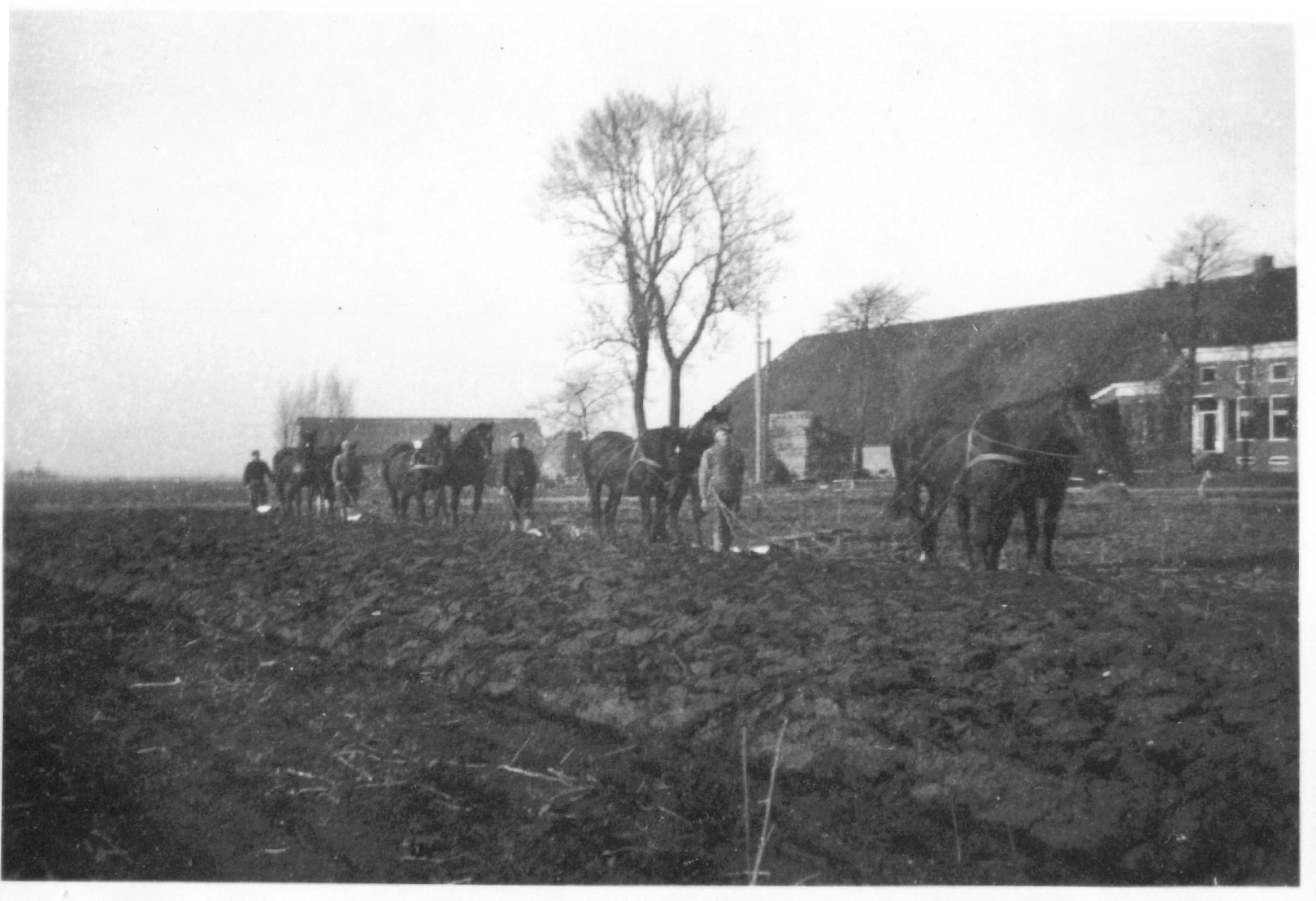
Ploegende landarbeiders, Nieuw-Scheemda, ca. 1947

Na 1650 hadden de Oldambtsters een moeilijke tijd. De prijzen waren laag en veel kleine boeren waren gedwongen hun land te verkopen. Hadden de meeste boeren rond 1650 nog een bescheiden bestaan op boerderijen van vijf tot vijftien of twintig hectare, anderhalve eeuw later waren er voornamelijk grote boeren overgebleven. Het land was grotendeels in handen geraakt van rijke investeerders uit de stad. Ook de stormvloed van 1686 maakte veel kapot; Termunterzijl werd weggevaagd.
De nieuwe polders leenden zich echter uitstekend voor de akkerbouw. Al kort na de Kerstvloed van 1717 (waarvan het Oldambt grotendeels verschoond bleef) gold deze streek als 'het Puukje van de geheele Provincie'. Rond 1740 ontstond het beeld van het Oldambt als een 'Land Kanaän' met wuivende graanakkers en overvolle korenzolders. Deze ontwikkeling sloot aan bij die in Oost-Friesland. Beide regio's experimenteerden met arbeidsbesparende landbouwtechnieken als lichte voetploegen, dorsrollen, graanwaaiers, nieuwe vruchtwisselingstechnieken en de teelt van koolzaad, klaver en (op de zandgronden) ook aardappelen. Ook de grote schuren van het Oldambtster type hoorden hierbij. Later volgden nog de rijenteelt en het kleigraven, waarbij de landerijen werden bemest met opgedolven kalkrijke aarde.
Uitbraken van runderpest, die de veestapel decimeerden, en hoge graanprijzen droegen bij aan de omschakeling van gemengd bedrijf naar overwegend akkerbouw. De inflatie zorgde ervoor dat de vaste pachtsom die de boeren volgens de regels van het beklemrecht aan de landeigenaren verschuldigd waren, steeds minder waard werd, zodat ze in feite langzamerhand weer eigenaar werden van hun boerderijen.
Rond 1800 hadden de weilanden in de oudere polders en de hoogveenmoerassen die het Oldambt vanouds omringden al grotendeels plaatsgemaakt voor akkers. Deze tendens zette zich ook in de negentiende eeuw verder door. De opkomst van de strokarton- en aardappelmeelindustrie aan het einde van de negentiende eeuw gaven de akkerbouw nieuwe mogelijkheden, waardoor men niet alleen het stro, eerder een afvalproduct, maar ook de opbrengsten van de magere zandgronden beter te gelde kon maken. Nog altijd kent men in het Oldambt overwegend bouwland, in tegenstelling tot andere streken met zware polderklei, waar men is teruggekeerd naar veeteeltbedrijven.
In hoog tempo werd na 1750 het laatste hoogveen afgegraven. Het ontgonnen land werd ten dele uitgegeven aan arme dorpsgenoten, die eenkamerwoningen met een schuurtje naar het model van de overige boerderijen bouwden, eigen aardappelen verbouwden en voor de rest de kost verdienden als landarbeider op de grote boerderijen en als los werkman elders. In en rond de dorpen verrezen honderden nieuwe woningen, soms langs de dijken zoals bij Drieborg en Oudedijk, vaak aan smalle laantjes die achteruit het voormalige veengebied inliepen. Dankzij de (zelfverbouwde) aardappels groeide de landarbeidersbevolking en waren er voldoende mensen voor het het seizoenswerk op de boerderijen beschikbaar. Door de verbeterde levensomstandigheden nam de kindersterfte af en nam de levensverwachting toe.
Typerend voor het Oldambt (en voor delen van Duurswold en Oost-Friesland) was de zogenaamde eenschaft, waarbij de landarbeiders tot halverwege de middag werkten en de rest van de tijd op hun eigen grond of met aangenomen klussen bezig waren. Slechts een deel van landarbeiders in het Oldambt had vast werk, de overigen kwamen aan de kost met aangenomen werk, zoals turfgraven in de Veenkoloniën, grasmaaien in Friesland en werkzaamheden bij dijken en kanalen. Graanmaaien en slootgraven gebeurde voornamelijk op contractbasis. Deze vrije arbeidsverhoudingen gaven de Oldambtster landarbeiders een zekere mate van onafhankelijkheid, die aanvankelijk garant stond voor een (bescheiden) welstand die positief afstak bij omliggende streken. Wanneer het de boeren echter minder goed ging, zoals tijdens de Landbouwcrisis van 1878 en in de jaren na de Eerste Wereldoorlog, nam de armoede onder de landarbeiders snel toe, waarbij vooral grotere gezinnen met meer kinderen het moeilijk kregen.

### Graanrepubliek
Het Oldambt vormde in de 19e eeuw bijna een soort republiek van succesvolle herenboeren, die in veel opzichten hun eigen boontjes dopten. De rijker wordende boerenstand ontleende zijn burgerlijke leefstijl vooral aan stedelijke elites, waaraan men het eigen succes afmat. De welvaart van (een deel van) de landbouwers in de negentiende eeuw kan men tegenwoordig nog steeds zien aan de kapitale (maar inmiddels vaak bouwvallige) boerderijen. Deze statige boerderijen hebben tot op zekere hoogte het uiterlijk van een burgerwoning met meerdere etages, waarachter zich echter melkkelders, graanzolders en schuren verbergen. Politiek beschouwde men zichzelf als vooruitstrevend en keerde men zich af van de economische en kerkelijke elites, waarvan men meende dat die in de grote steden aan de touwtjes trokken. Het culturele centrum voor de liberale boerenstand en haar aanhang was Winschoten, een snel groeiende plattelandsstad met een vrijgevochten sfeer, een eigen krant, een theater, en kleurrijke spraakmakers van diverse pluimage.
De landarbeiders probeerden vaak op bescheiden wijze de levensstijl van de boeren na te bootsen; hun culturele horizon was vooral gevormd door de leerjaren die ze als knechten en meiden op de boerderijen hadden doorgebracht. Dat ze hierbij niet konden meekomen met de boeren en moesten ploeteren om de eindjes aan elkaar te knopen, leverde ook veel frustraties op. De grote standsverschillen, de heerszucht bij sommige boeren en de teleurgestelde verwachtingen bij de landarbeiders leidden tot frustraties en tot toenemende wrijving tussen boeren en hun arbeiders. De socialistische arbeidersbeweging speelde hierop na 1890 op in. Zij kon vooral profiteren van het feit dat de liberale boerenstand in verregaande mate met de kerkelijke orthodoxie had gebroken. Een minderheid (in dorpen als Midwolda, Oostwold, Westerlee en Wagenborgen) zocht juist bescherming bij orthodoxe kerkelijke gemeenten en evangelisaties, waar men probeerde de sociale conflicten in het spoor der naastenliefde te leiden.

### Socialisme

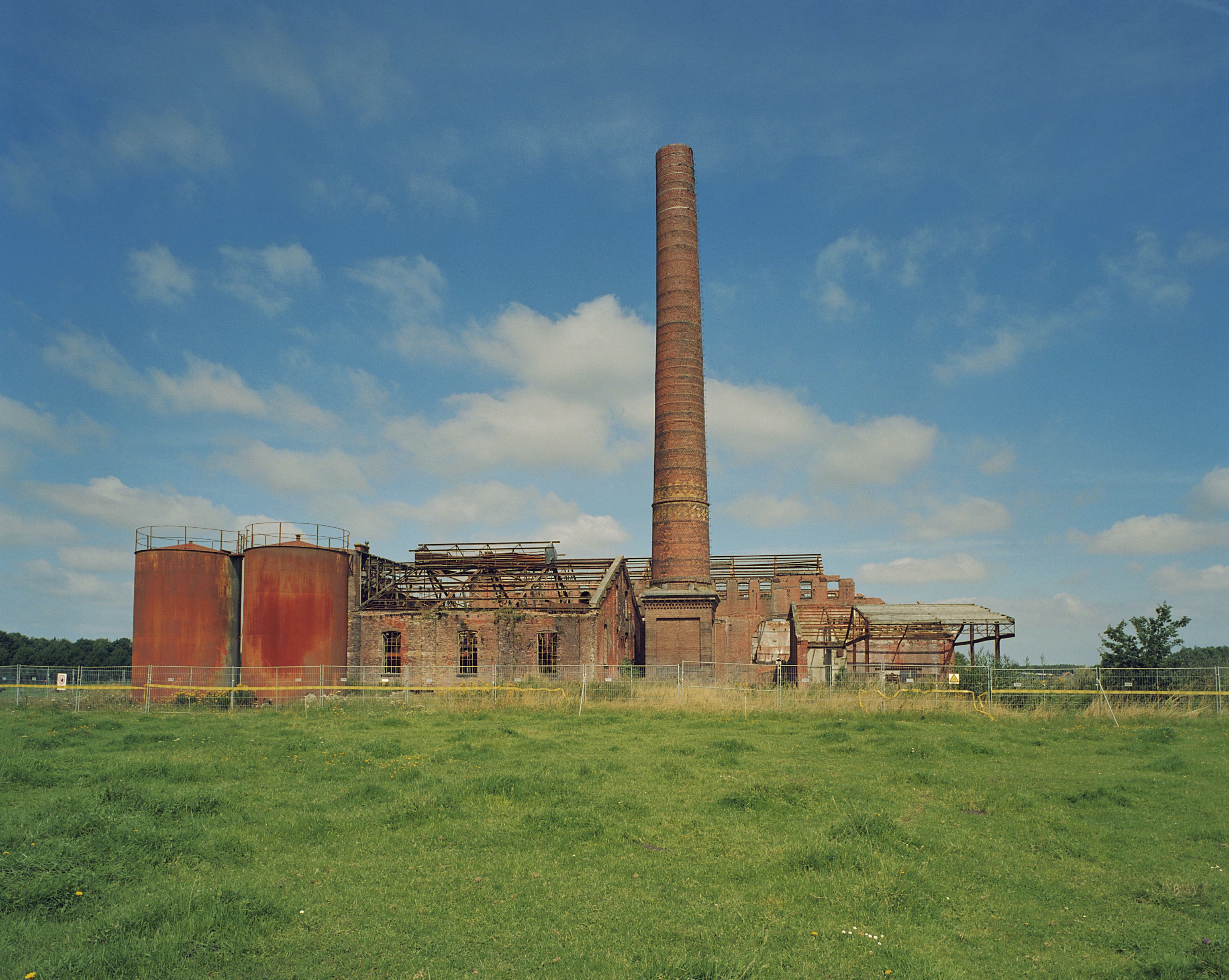
Strokartonfabriek 'De Toekomst' te Scheemda, vóór restauratie

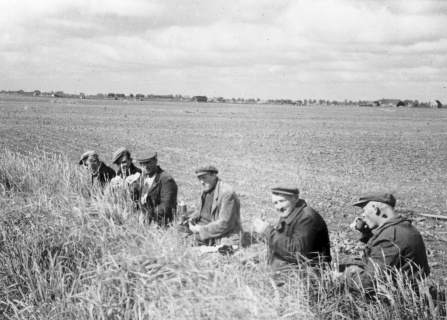
Schaftende landarbeiders, Nieuw-Scheemda, ca. 1955

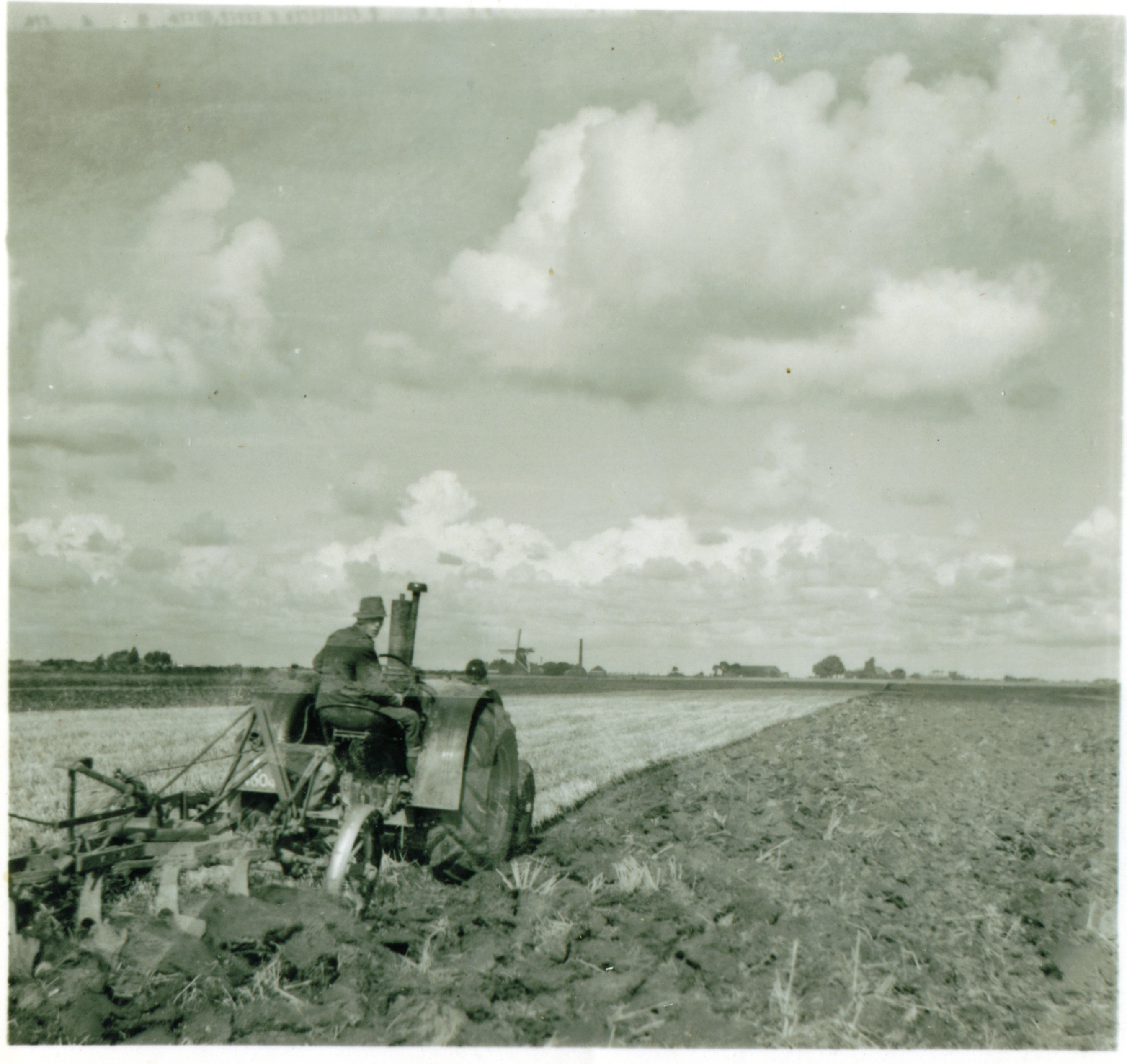
Beginnende mechanisatie, Nieuw-Scheemda, ca. 1955

De bevolking van het Oldambt was tot ver in de twintigste eeuw voornamelijk werkzaam in de landbouw, al hebben ook de aardappelmeel- en strokartonindustrie aan de rand van het gebied een belangrijke rol gespeeld.
Al vroeg was er sprake van sociale onrust in de op het platteland, zoals stakingen van polderjongens en kanalengravers. Ongehuwde boerenknechten verplichtten elkaar soms tot het vragen van meer loon; onwilligen kregen daarbij te maken met represailles. Zo werden in Noord- en Zuidbroek in de jaren 1870 dreigbrieven gevonden, terwijl men 's nachts aardbeien- en groentetuinen omschoffelde.
De socialistische arbeidersbeweging bereikte de landarbeiders in een aantal golven. In eerste instantie namen de socialisten deel aan de beweging voor algemeen kiesrecht, waarin ook veel vooruitstrevende boeren participeerden. Na 1890 volgde een radicalisering, waarbij vooral het vrij socialisme veel aanhang kreeg. In de winter van 1892 op 1893 leek het Oldambt aan de vooravond van een sociale revolutie te staan, met tientallen demonstraties, straatrellen, vernieling en brandstichting. Mede door het sturen van militairen en het bouwen van marechausseekazernes werd de rust hersteld. Vanaf 1901 begonnen ook de landarbeiders looneisen te stellen. Er werde landarbeidersverenigingen opgericht; men ging dorpsgewijs onderhandelen en soms was dreigen met een staking niet genoeg. In de zomer van 1907 was er een eerste stakingsgolf, die grote delen van het Oldambt in zijn greep hield. Stakingsleider was WIllem Luttje uit Meeden. 
Vlak voor de Eerste Wereldoorlog kregen de sociaaldemocratie en de 'moderne' vakbeweging voet aan de grond in het Oldambt. De landarbeiders lieten zich overtuigen dat ze lid moesten worden van krachtige organisaties, die zich ook op het parlementaire vlak manifesteerden. Organisaties die dankzij de opbrengst van contributie konden beschikken over een goedgevulde kas waarmee ze zo nodig stakingen konden ondersteunen. En sleutelfiguur was vakbondsleider eng emeenteraadslid Jan Hilgenga uit Midwolda. Vooral tijdens de Eerste Wereldoorlog groeide de invloed van de arbeidersbeweging. Na 1918 gingen de leefomstandigheden met sprongen vooruit, maar teleurstelling lag ook op de loer. Het algemeen kiesrecht bracht in elk geval niet wat men ervan verwachtte.
In Oostwold werd in 1907 tevens een christelijke landarbeidersvereniging opgericht, die aan de wieg stond van een regionale en later landelijke vakorganisatie (de Nederlandsche Christelijke Landarbeidersbond), later aangesloten bij het CNV.
Ook de boeren organiseerden zich, onder andere in een liberale Bond van Werkgevers in het Landbouwbedrijf, opgericht in 1907, en een christelijke werkgeversorganisatie uit 1914, die later opging in de CBTB.

### Stakingen
In 1919 volgde een eerste grote landarbeidersstaking in het Oldambt en naburige streken, daarna nieuwe stakingen in 1921 en 1922, waaraan ook christelijke vakbonden deelnamen. De toenmalige malaise in landbouw en de strokartonindustrie maakte de boeren weinig toegeeflijk. Daarbij kwam dat de arbeidersbeweging heftig verdeeld was. Met name in de oude bolwerken rond Finsterwolde, Beerta en Nieuweschans bleef men hopen op een sociale revolutie, waarvoor men zich nu vooral door het communisme en de Russische Revolutie liet inspireren.
Pas in 1929 lukte het de arbeiers op één lijn te komen en gezamenlijke looneisen te stellen. De boerenorganisaties gaven echter niet toe, waarna een staking van vijf maanden uitbrak, waar op het hoogtepunt 5000 mannen en vrouwen aan deelnamen. Dankzij gunstige weersomstandigheden, voldoende werkwilligen en stemmingmakerij in de media slaagden de boeren erin de oogst tijdig binnen te halen. De vakbeweging nam genoegen met een mager compromis, wat weer tot nieuwe verdeeldheid leidde. Kort daarna brak de Grote Crisis uit, waardoor het perspectief op verdere loonsverhogingen verdampte. De landarbeidersstaking van 1929 sloeg een diepe kloof in de samenleving van de Oost-Groninger dorpen. Lange tijd bleven boeren en landarbeiders, stakers en werkwilligen elkaar soms vol rancune behandelen. Beide partijen waren er echter ook van overtuigd dat het conflict niet voor herhaling vatbaar was. Een grote staking in de strokartonindustrie in 1932 verliep eveneens teleurstellend.
De jaren dertig waren een periode van armoede in het Oldambt. Veel bijverdiensten vielen door de crisismaatregelen weg. Langdurig werklozen werden naar werkkampen gestuurd. Het nationaalsocialisme had weliswaar weinig aanhang, maar de rechts-populistische boerenorganisatie Landbouw en Maatschappij des te meer. De landarbeiders stemden massaal op de SDAP, die echter nauwelijks mee mocht besturen. Ook de progressieve christelijke protestpartij CDU had veel aanhang.
De periode na de Duitse bezetting in 1940 kenmerkte zich vooral door gelatenheid; de gevoelens van verwantschap met Duitsland en de bewondering voor Hitler-Duitslands economische succes maakte dat men aanvankelijk dacht dat het allemaal niet zo'n vaart zou lopen. Het Oldambt kende al sinds de achttiende eeuw een omvangrijke joodse bevolking, die zich in Winschoten had geconcentreerd. De meeste van hen werden weggevoerd, weinigen doken onder; slechts een enkeling keerde terug. Ook de plaatselijke leiders van de communisten verdwenen naar concentratiekampen. Wel waren er enkele verzetsgroepen actief. De bevrijding van het Oldambt in 1945 werd uitgevoerd door Belgische (Belgisch Eskadron van de SAS), Canadese en Poolse militairen (Poolse 1e Pantserdivisie).

### Na 1945
Na de Tweede Wereldoorlog kregen de communistische partij en de hiermee verbonden Eenheids Vakcentrale opnieuw veel aanhang in de oude bolwerken van het vrij socialisme, maar ook elders in het Oldambt en in Oude Pekela. De Koude Oorlog zorgde er echter voor dat de aanvankelijke sympathie voor het communisme en de Sovjet-Unie snel verdampte. Finsterwolde bleef niettemin een communistisch bolwerk waar het onrustig bleef, zodat de regering in 1951 de gemeenteraad tijdelijks schorste. In de meeste andere gemeenten nam PvdA een flink deel van de bestuursverantwoordelijkheid op zich. Deze partij was door toetreding van vrijzinnig-democraten en mensen met een kerkelijke achtergrond sterk gegroeid. Het Oldambt bleef lange tijd een socialistisch bolwerk en de oude boerenelite moest zich daarbij aanpassen. Een groot deel van de inwoners profiteerde van de sociale woningbouw en andere verworvenheden van de verzorgingsstaat. Er kwamen nieuwe bedrijfstakken op, met name in de bouw en in de industrie van omliggende plaatsen. Veel jongeren trokken weg. De landbouw werd gemechaniseerd; de laatste landarbeiders werden na 1970 opgevangen in werkverschaffingsprojecten. De herinnering aan de ongelijkheid uit het nabije verleden bleef echter nog lange tijd als een zwaard van Damocles boven de gemeentepolitiek hangen.
De erfenis van het communisme bleef aanvankelijk vooral merkbaar in de voormalige gemeente Reiderland. De NCPN droeg hier bestuursverantwoordelijkheid. In de nieuwe gemeente Oldambt was het de Verenigde Communistische Partij die een protestgeluid liet horen. 
Net als elders in Nederland zijn de politieke verhoudingen in het Oldambt sterk naar rechts verschoven. Bij de Kamerverkiezingen 2023 behaalde de PVV een derde van de uitgebrachte stemmen in de gemeente Oldambt, linkse partijen kregen niet meer dan een kwart.

### Gemeente Oldambt (2010)
De gemeenten Reiderland, Scheemda en Winschoten zijn in 2010 samengegaan tot de gemeente Oldambt. De naam van de nieuwe gemeente is mede naar aanleiding van een volksraadpleging tot stand gekomen. De inwoners van de drie gemeenten hadden keuze uit de drie namen Reiderland, Winschoten en Oldambt, waarbij de laatste 62% variant van de stemmen kreeg. De gemeente Menterwolde gebruikte van 1991 tot 2017 de middeleeuwse benaming van het Wold-Oldambt.

### Organisaties en musea
Met de geschiedenis van het Oldambt houden zich meerdere organisaties bezig, waaronder het Cultuurhistorisch Centrum Oldambt te Scheemda, de Historische Vereniging Scheemda en Omstreken, de Historiche Kring Menterwolde, de Stichting Grunneger Bouk te Scheemda en de Stichting Oud Winschoten.
Als musea zijn te noemen het Klokkengieterijmuseum annex Museum Slag bij Heiligerlee te Heiligerlee, het Vestingmuseum Bad Nieuweschans en de museumboerderij Hermans Dijkstra te Midwolda. Daarnaast bevinden zich hier het Museum Stoomgemaal Winschoten, Museumgemaal Cremer te Termunterzijl, Museumgemaal De Hoogte, Museum voor Naaldkunst te Winschoten, Kinderwagenmuseum te Midwolda, Visserijmuseum te Termunterzijl, Nederlands Strijkijzermuseum te Noordbroek en Noord-Nederlands Trein- en Trammuseum te Zuidbroek. Het agrarische verleden van de streek wordt ook getoond in het Nederlands Openluchtmuseum te Arnhem, de museumboerderij WIemannshof te Bunde en het Heimatmuseum te Weener.

## Taal
In het Oldambt wordt een variëteit van het Gronings (Grunnegs) gesproken, die nauw verwant is met het Rheiderlander Platt. Beide zijn onderdeel van de streektaal Nedersaksisch en kenmerken zich door een Fries substraat. Tot het einde van de veertiende eeuw werd hier Fries gesproken. De verwantschap tussen de spreektaal van beide streken is versterkt door het Nederlands, dat tot de tweede helft van de negentiende eeuw ook in het Duitse Rheiderland gangbaar was.
Het Oldambtsters wordt door een groot deel van de autochtone bevolking gesproken. Het gebruik van het Gronings neemt af, waarbij er duidelijke verschillen per leeftijdsklasse, woonplaats en beroepsgroep zijn. Met name in de centrumplaats Winschoten is het Nederlands in opmars. Taalkundig onderzoek dat in het begin van de jaren tachtig onder scholieren werd uitgevoerd heeft laten zien dat de streektaal zich in de dorpen aan beide zijden van de Duits-Nederlandse grens het best handhaaft. Duitse toeristen en dagjesmensen die Winschoten bezoeken, worden vaak in het Duits te woord gestaan.
Een van de eerste woorden die nieuwkomers in het Oldambtsters leren, is de groet 'moi' (een afkorting van '(goede)morgen'), die op elk tijdstip van de dag en zowel bij het komen als bij het gaan wordt uitgesproken. Deze begroeting moin is ook in delen van Noord-Duitsland en Denemarken gebruikelijk. In de meeste dorpen is het de gewoonte dat alle voorbijgangers op deze wijze gegroet worden. De uitroep moijeuh geldt als teken van verbazing.

## Waterschap Oldambt
Oldambt was de naam van een waterschap dat een voortzetting vormde van het Termunterzijlvest en min of meer samenviel met de middeleeuwse grenzen van het Oldambt.

## Classis Oldambt
De classis Oldambt (1595) was sinds de Reductie van Groningen de belangrijkste organisatie voor hervormde predikanten en kerkelijke gemeenten in Oost-Groningen, waartoe ook Veendam, Wildervank, Pekela, Bellingwolde, Blijham, Oude- en Nieuweschans, Bourtange, de vijf dorpen van Westerwolde en twee Nederlandse garnizoensplaatsen in Oost-Friesland (Leerort en Dieler Schanze) behoorden. Hij ging in 1816 op in de classis Winschoten.

## Religie
Het Oldambt was al sinds het midden van de 16e eeuw grotendeels op de hand van de Reformatie. De meeste pastoors waren meegaand en vaak luthersgezind. De katholiek gebleven stad Groningen probeerde vanaf 1580 het tij de keren, maar nam geen strenge maatregelen tegen de protestanten. 
Na de Reductie van 1594 werd het calvinisme de officiële godsdienst. Ook een handvol pastoors liet zich omscholen tot gereformeerd predikant, waaronder de voorganger van Winschoten Gerardus Weemhof. Wel kende het Oldambt een belangrijke doopsgezinde minderheid (in sommige dorpen meer dan een kwart van de bevolking), die zich aansloot bij de richting van de Vlamingen, na 1637 bij de strenge Groninger Oude Vlamingen onder leiding van Uke Walles. Schuilkerkjes of vermaanhuizen waren te vinden in Termunterzijl, na 1700 te Beerta, Meeden, Nieuw-Scheemda, Midwolda en Noordbroek
In de 18e eeuw raakte het Oldambt in de ban van de Nadere Reformatie en het piëtisme, dat nauw verweven raakte met het orangisme. Het verzet tegen het Groningse stadsbestuur leidde tot veel kerkelijke en politieke onrust, die in 1748 en 1785 tot uitbarsting kwam. Toonaangevende predikanten waren Sicco Tjaden te Nieuwe-Pekela, Wilhelmus Schortinghuis te Midwolda en Joannes Conradus Appelius te Zuidbroek. Dit werkte in de 19e eeuw nog na bij enkele Réveilgezinde predikanten als Remko Engels te Nieuwolda en Gerrit J.F. Cramer von Baumgarten te Midwolda. De gedachten van de Nadere Reformatie werden vooral gekoesterd in particuliere gezelschappen of conventikels.
In de loop van de 19e eeuw raakte de meerderheid van de Oldambtster boeren en de gezeten burgerij, die samen de toon in kerk en politiek aangaven, in de ban van het liberalisme, de Groninger Richting en de vrijzinnigheid. Zij benoemden vooral predikanten die dit standpunt deelden. Hun ideeën werden verbreid in leesgezelschappen, op verenigingsavonden en via de gedrukte pers.
Er ontstond wel een orthodoxe of rechtzinnige tegenbeweging, met name onder de landarbeiders, maar die was veel minder sterk dan in andere delen van de provincie Groningen. De Afscheiding van 1834 bleef grotendeels beperkt tot Midwolda en omgeving, al ontstonden ook afgescheiden gemeenschappen in Winschoten-Bovenburen, Scheemda, Meeden, Zuidbroek en Woldendorp.
Later liep de godsdienstige spanning alsnog op, toen orthodoxe kerkleden gebruik wilden maken van hun kiesrecht om strengere predikanten te kunnen beroepen. Veel invloed ging uit van de strijdbare en charismatische voorganger Henricus Eskelhoff Gravemeijer te Midwolda (1857-1865). die zijn toehoorders de raad gaf zo nodig de diensten van gereformeerde collega's te bezoeken. Ter gelegenheid van het Noordelijke Evangelische Zendingsfeest te Winschoten in 1875 kwamen maar liefst 12.000 bezoekers naar het Sterrenbos om Abraham Kuyper te horen. In een handvol dorpen richtten de orthodoxen 'vrije gemeenten' op, dan wel hervormde evangelisaties waar een conservatief geluid te horen was.  
Wagenborgen beet de spits af. Evangelist Eliza Frans Malga hield hier sinds 1864 diensten in een herberg, vanaf 1869 in een kerkje. Tien jaar later werd een rechtzinnige predikant benoemd en kon het kerkje worden verkocht. De psychiatrische inrichting Tot Christelijke Liefdadigheid (later Groot Bronswijk genoemd) fungerde sinds 1873 als een speerpunt van de orthodoxie. Ook in Oostwold, waar de jeugd werd meegesleept door een religeuze opwekkingsbeweging, hadden de orthodoxen al snel succes en werden de vrijzinnigen in 1881 buiten spel gezet. De evangelisatie uit 1878 sloot zijn deuren. In Eexta wisten de orthodoxen in 1897 de meerderheid te krijgen. De hervormde gemeente Winschoten raakte verdeeld toen een van de predikanten in 1908 overliep naar het orthodoxe kamp en eigen diensten ging houden. Hier bouwde men in 1925 het kerkgebouw De Kapel (nu Vredeskerk), die in 1972 de status van een zelfstandige gemeente kreeg. Ook in andere plaatsen, zoals Nieuweschans en Nieuw-Scheemda, ontstonden bloeiende evangelisatiegemeenten, die een alternatief boden voor overstap naar de gereformeerde kerk.
Een van de eerste evangelisaties was de kapel van de Graaf Adolf Stichting te Heiligerlee uit 1876. Die werd gebouwd met geld dat was ingezameld na de herdenking van de Slag bij Heiligerlee in 1868, eigenlijk om een christeljke school te bouwen. Als voorganger fungeerde de predikant van de vrije evangelische gemeente te Westerlee, gesticht in 1868. Zijn diensten werden eveneens door hervormden bezocht. In 1873 kreeg ook Winschoten een vrije evangelische gemeente, waarvan zich in 1924 de vrije christelijke gemeente Rehoboth afsplitste (met een kerkgebouw aan de Dwingelooweg), In Muntendam en Meeden werden een tijdlang vrije evangelische diensten gehouden, geleid door de populaire voorganger Jan van Petegem te Veendam. Hieruit ontstond een baptistengemeente, die in 1898 een eigen kerk te Muntendam bouwde. In Winschoten was sinds 1888 ook het Leger des Heils actief.
Een deel van de ontevredenen ging tijdens de Doleantie over naar de Gereformeerde Kerk. Dat speelde vooral in Oostwold, Wagenborgen, Westerlee en Winschoten. Ook werden christelijke scholen gesticht, in Oostwold zelfs twee. Opvallend was vooral de Vennekerk te Winschoten uit 1901. De gereformeerde kerken deden net als de hervormden aan evangelisatiewerk, waardoor er ook kleine geloofsgemeenschappen ontstonden in Drieborg, Finsterwolde en Muntendam. De hervormde en gereformeerde orthodoxie was later verbonden met confessionele politieke partijen als CHU, ARP en GPV.
De opkomst van het socialisme na 1890 bewerkstelligde dat veel landarbeiders braken met de Hervormde Kerk en zich lieten registreren als onkerkelijk. Dat was vooral het geval in Beerta, Nieuweschans en Termunten, later ook in Finsterwolde en Noordbroek. De propaganda van vrijdenkersvereniging De Dageraad sloeg hier al vroeg aan. Ook in het liberale Winschoten was de seculiere cultuur toonangevend. In andere dorpen nam het kerkbezoek sterk af, maar aarzelde men voor de ene of andere richting te kiezen. Daarbij speelde tevens een rol dat de armenzorg en aanvankelijk ook het onderwijs nog deels in kerkelijke handen waren. Zondagsscholen werden nog altijd druk bezocht en het kerkelijke verenigingsleven trok veel jonge mensen. 
Pas na de linkse Doorbraak van 1945 en het aantreden van neo-orthodoxe, maar tevens vooruitstrevende predikanten en wika's namen de kerkelijke en sociale tegenstellingen af. Typerend daarvoor was de bouw van een pastoraal centrum in Drieborg, gewijd aan de nagedachtenis van de verzetsheld ds. Bastiaan Jan Ader. 
De ontkerkelijking was echter niet te stoppen, De sterk afgenomen aantallen gelovigen maakte het samengaan van de afzonderlijke gemeenten onder de vlag van de Protestantse Kerk Nederland (PKN) onontkoombaar. In 2017 ontstonden de Protestantse Streekgemeente Oost-Groningen (PKOG) en de Protestantse Gemeente Eems-Dollard (Wagenborgen, Woldendorp en Termunten/Borgsweer). Muntendam fuseerde in 2022 met Veendam. De protestantse gemeente van Zuidbroek, de (behoudende) hervormde gemeenten van Heiligerlee-Westerlee en Oostwold, en de gereformeerde gemeente van Wagenborgen bleven vooralsnog zelfstandig. Twaalf hervormde kerkgebouwen werden in de loop der jaren overgedragen aan de Stichting Groninger Kerken, zeven kerken worden door protestantse  gemeenten beheerd, drie door plaatselijke stichtingen (2024). De overige kerkgebouwen werden gesloopt of verkocht.
De Lutherse Kerk in Winschoten is omstreeks 1695 gesticht door migranten uit Duitsland. Het kerkgebouw stond aanvankelijk te Winschoterzijl (in de heerlijkheid Westerwolde), maar in 1838 werd een nieuw kerkgebouw aan de Vissersdijk te Winschoten gebouwd. Ook de lutherse gemeente is opgegaan in de Streekgemeente Oost-Groningen.
Binnen de Gereformeerde Kerken leidde een kerkscheuring in 1944 tot het ontstaan van zelfstandige gemeenten te Winschoten en Zuidbroek, die zich aansloten bij de Gereformeerde Kerken vrijgemaakt (nu Nederlandse Gereformeerde Kerken). Sinds 1995 maakt dit kerkgenootschap gebruik van de Vredeskerk, de voormalige hervormde kapel te Winschoten.
Kleinere kerkgenootschappen hebben vanouds in het Oldambt weinig aanhang. Er zijn baptistengemeenten te Muntendam en een kleinere in Winschoten. In Scheemda (Eexta) bevindt zich sinds ongeveer 1894 een kleine apostolische gemeente, met een monumentaal kerkgebouw uit de jaren twintig. Midwolda en Winschoten hebben een christelijk-gereformeerde gemeente. Ook de afdeling Winschoten  e.o.  van de Vrijzinnige Geloofsgemeenschap bestaat nog; de gebouwen te Oostwold en Winschoten zijn afgestoten. In Winschoten bevinden zich verder een vrije evangelische gemeente (met een monmentaal kerkgebouw uit 1876), en de evangelische gemeente Immanuël (eerder Bartimeüs), gesticht in 1993. Daarnaast heeft Winschoten een koninkrijkszaal van de Jehova's Getuigen. De doopsgezinde gemeenten in het Oldambt zijn in de tweede helft van de 20e eeuw opgegaan in een groter geheel; de kerkgebouwen van Meeden, Midwolda, Noordbroek en Winschoten zijn nog voorhanden. 
In het Oldambt bevonden zich sinds 1594 geen katholieke kerkgebouwen. De weinige gelovigen, meest migranten uit andere streken, werden bediend vanuit de statie Sappemeer. Een nieuw gebouwd kerkje te Winschoterzijl werd tijdens een volksoproer in 1753 vernield. Pas in 1800 kreeg Winschoten eein eigen katholieke kerk, die het centrum vormde van een uitgestrekte parochie en een goed ontwikkeld verenigingsleven.  De huidige Sint-Vituskerk dateert uit 1880. In 1921 kwam daarbij de Sint-Vitusschool en in 1926 het Sint-Lucasziekenhuis.
Winschoten had verder een omvangrijke joodse gemeente, ontstaan sinds het begin van de 18e eeuw, terwijl er kleinere joodse gemeenten in Nieuweschans en Zuidbroek bestonden. Rond 1900 had Winschoten zo'n 700 joodse inwoners, in 1940 nog altijd bijna 500. Vrijwel alle joodse inwoners van het Oldambt zijn in de Tweede Wereldoorlog weggevoerd en vermoord.
In Winschoten bevindt zich sinds 2009 de Samen Alsahaba moskee.

## Onderwijs
Al voor 1500 hadden de meeste dorpskerken n het Oldambt een school, waar een van de geestelijken les gaf. Meestal stond het gebouw aan de rand van het kerkhof. Een dergelijk schoolgebouw uit de 16e eeuw is nog aanwezig in Zuidbroek (verenigingsgebouw De Kerkhörn). Ten tijde van de Reductie van 1594 hadden alle kerspelen een school, die voortaan onder toezicht kwam te staan van de hervormde predikant en de kerkenraad. De schoolmeester was in de regel tevens koster van de hervormde kerk, en fungeerde als organist, voorzanger en/of voorlezer. Bij zijn woning hoorden gewoonlijk enkele percelen weiland en wat tuingrond; verder bestond zijn inkomen uit de opbrengst van verhuurd land en schoolgeld. Deze combinatie van taken bleef  tot het einde van de 19e eeuw gebruikelijk, en soms nog langer.
Noordbroek had als enige dorp een tweede school, de Zuiderschool, met een eigen klokkentoren. Daarnaast werden in de 17e eeuw enkele buurtschooltjes gebouwd in Muntendam, Uiterburen, Termunterzijl, Midwolda en 't Waar. 
Vanaf het einde van de 18e eeuw groeide de behoefte aan beter onderwijs, vooral bij de boerenstand. Vanuit sommige buurtschappen konden kinderen 's winters alleen na een lange tocht de dorpsschool bereiken. Daarom werden er bijscholen gesticht, meest dankzij particulier initiatief. Het ging doorgaans om eenvoudige gebouwtjes, waar de lessen werden verzorgd door een jonge onderwijzer die maar weinig salaris ontving. Dergelijke bijscholen waren onder andere te vinden in Beersterhoogen, Bovenburen, Hamdijk, Kroonpolder (Oudedijk), Ulsda, Winschoter Oostereinde, Zomerdijk en Zuiderveen. Toen de wegen rond 1850 beter werden, sloten de meeste daarvan weer hun deuren. 
In enkele gevallen namen de kerk of de burgelijke gemeente het initiatief, zoals in Nieuwolda-Oost, Eekamp, Ganzedijk en Sint-Vitusholt. Later werd dit de regel, zoals bij nieuwe scholen in Drieborg, Heiligerlee, Meerland, Oostwolderpolder en Stootshorn. De bijscholen van Beerta (Westerschool), Duurkenakker en 't Waar kwamen eveneens in gemeentehand. De meeste hoofddorpen kregen bovendien rond 1900 een of meer christelijke scholen. In de stadsuitbreiding van Winschoten verrezen eveneens nieuwe basisscholen.

## Wapen

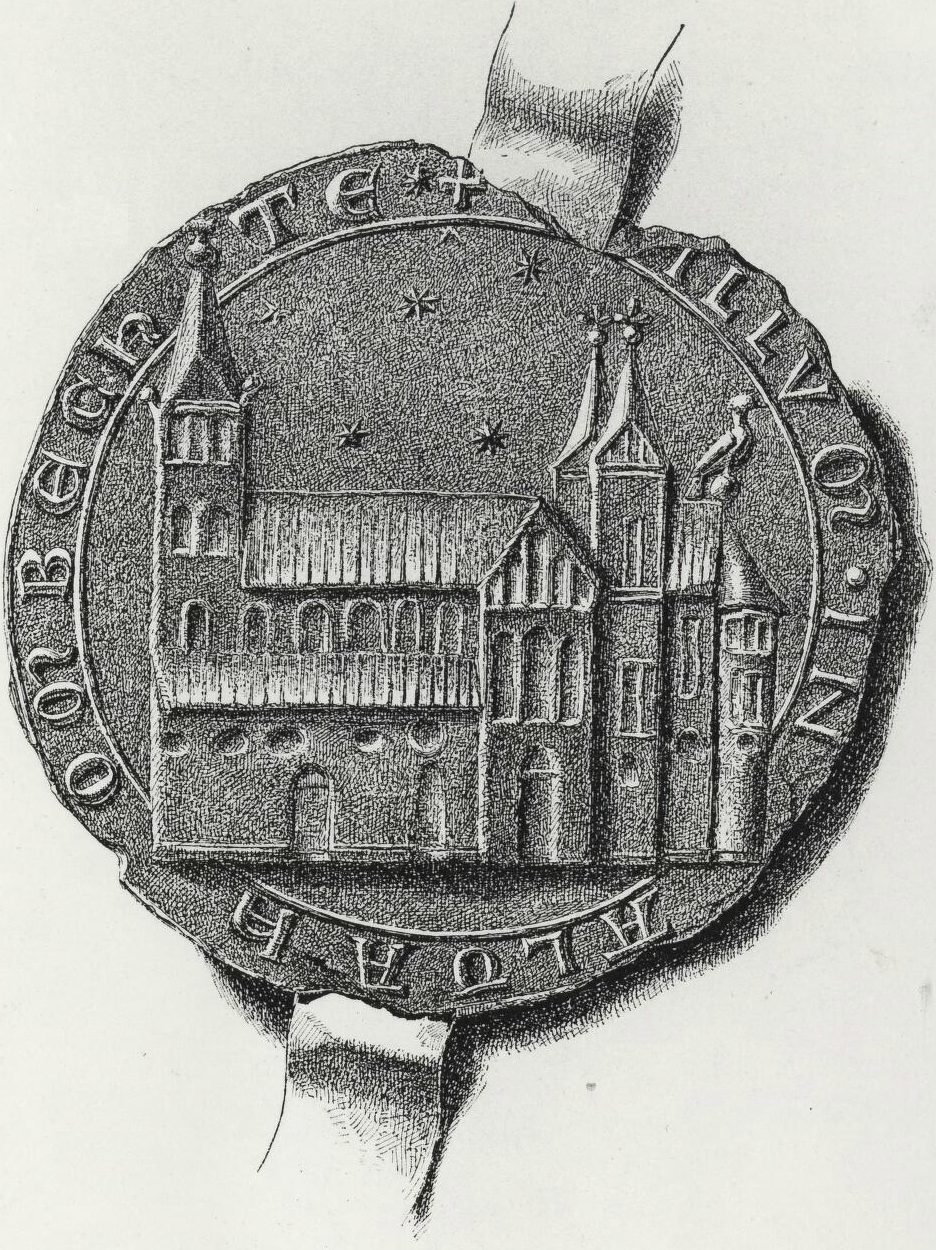
Zegel van het Wold-Oldambt zoals aangehecht aan een oorkonde uit 1405

Zie ook: Wapen van Oldambt (waterschap)
Het wapen en het zegel van het Oldambt bestond oorspronkelijk uit een afbeelding van de romaanse kruiskerk van Midwolda, de zogenoemde Viertorenkerk, waar de eigenerfden en redgers (redjeven) in de middeleeuwen samenkwamen om bestuurlijke en jurdische zaken te regelen. Boven de kerk waren vijf sterren afgebeeld. De oudste afdruk van dit zegels stamt uit 1347 (zie afbeelding hiernaast). Het middeleeuwse zegelstempel werd voor het laatst gebruikt in 1649 en later in opdracht van de stad Groningen vernietigd.
Het Termunterzijlvest (1601), en zijn opvolger, het waterschap Oldambt, namen dit wapen in een iets veranderde vorm over, net als in 1894 de gemeente Midwolda. De Viertorenkerk was tot  in de 19e eeuw een belangrijk symbool voor de identiteit van de Oldambtsters; het wapen sierde ook gebruiksvoorwerpen en werd bij politieke onlust uit de kast gehaald.

## Trivia
- Een bijnaam van het Oldambt is "de graanrepubliek". De graanrepubliek is een bekend boek van Frank Westerman uit 1999, waarin de recente geschiedenis van het Oldambt en vergelijkbare akkerbouwstreken centraal staat. In 2023 verscheen de 35e (jublileum)editie. De Graanrepubliek is daarnaast de naam van een voedselcoöperatie, die de monumentale tramwerkplaats De Remise in Bad Nieuweschans beheert.
- De Oldambtrit is een bekende toertocht over natuurijs, sinds 1954 georganiseerd door de IJsvereniging Oldambt te Scheemda.
- Het Oldambt werd gebruikt in de titel van verschillende kranten. De Oldambtster Courant was een weekblad dat tussen 1850 en 1864 in Wildervank werd uitgegeven, een politiek radicaal blad onder dezelfde titel verscheen vanaf 1888 in Winschoten. De Oldambtster was een nieuws- en advertentieblad voor Winschoten, Oldambt en Westerwolde dat tussen 1893 en 1925 meermalen per week in Winschoten verscheen. Daarna werd het een weekblad. Goorecht-Oldambt was een nieuws- en advertentieblad dat tussen 1886 en 1908 tweemaal per week in Sappemeer verscheen. De Oldambtster was van 1960 tot 1988 een wekelijks nieuws- en advertentieblad voor de gemeente Scheemda en als zodanig een voortzetting van de Scheemder Courant.
- De Oldambtster herberg was een bekend hotel in Winschoten. Hotel Oldambt was de naam van hotels te Eexta (later Scheemda) en Termunten; De Twee Oldambten was een hotel te Oostwold. Het Oldambt kwam verder voor in de naam van verenigingen en bedrijven, waaronder een rederijkerskamer te Noordbroek. De Koninklijke Maatschappij tot Bevordering van de Geneeskunde had een spraakmakende afdeling Oldambt, opgericht in 1858. Bekend was ook de Rederijkersbond Oldambt en Westerwolde (1899). Verschillende verenigingen en politieke partijen hadden een afdeling Oldambt.
- De naam Oldambt kwam vooral voor bij agrarische bedrijven en organisaties. Groenvoederdrogerij Oldambt is een voormalige landbouwcoöperatie, nu een besloten vennootschap te Oostwold, gesticht in 1950. De stoompluim van de fabriek is in de hele streek te zien. De Oldambtster Zuivelfabriek en Melkinrichting OZMI (1909-1994) was een toonaangevend bedrijf in Winschoten, dat melk uit de hele streek verwerkte. Oud-Oldambt te Scheemda (1935-1985) was een vereniging voor agrarische bedrijfsvoorlichting; de Vereniging Groot-Oldambt was eveneens een agrarische belangenorganisatie. Ook de Bond voor Werkgevers in het Landbouwbedrijf en de Christelijke Boeren- en Tuindersbond hadden een afdeling Oldambt.
- Klein-Oldambt, Oud-Oldambt, Nieuw-Oldambt waren drie landbouwgebieden in de provincie Groningen, volgens een indeling die vanaf 1912 tot ongeveer 1980 werd gehanteerd.[28]
- Nieuw Oldambt is een grote boerderij te Kerkenveld bij Hoogeveen, gesticht in de negentiende eeuw door een Groningse landbouwer.
- Radio Oldambt was een commercieel radiostation voor de regio Oldambt dat tussen 2004 en 2010 vanuit Winschoten uitzond.

## Kaarten

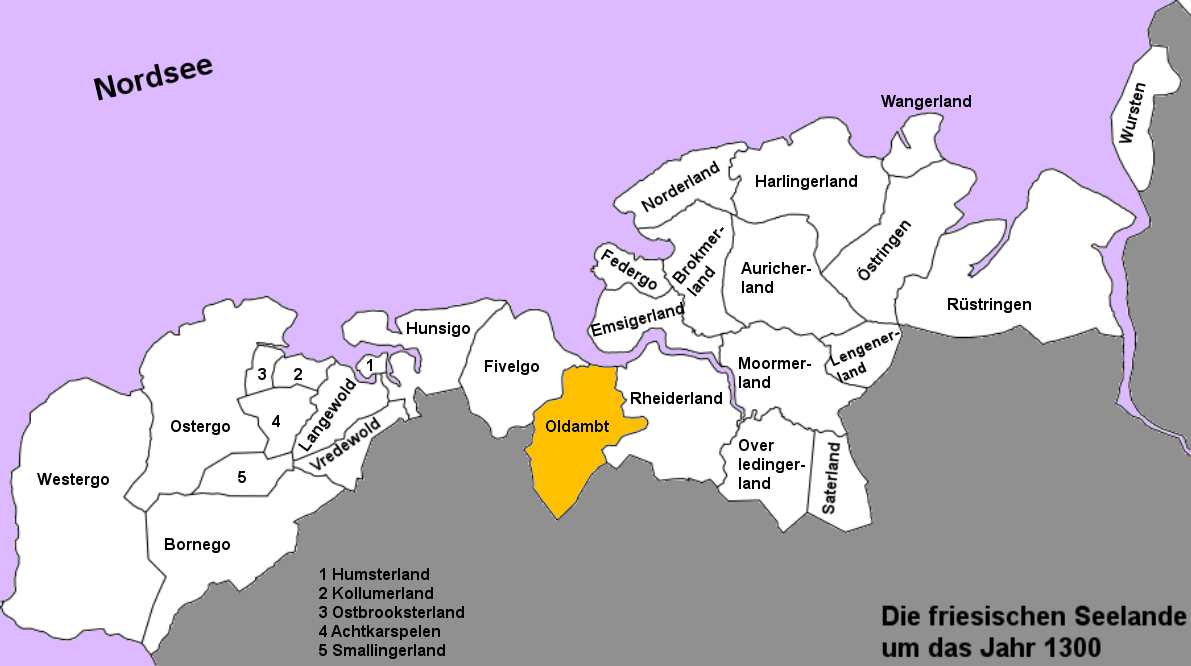
Locatie van Oldambt in de Zeven Friese Zeelanden
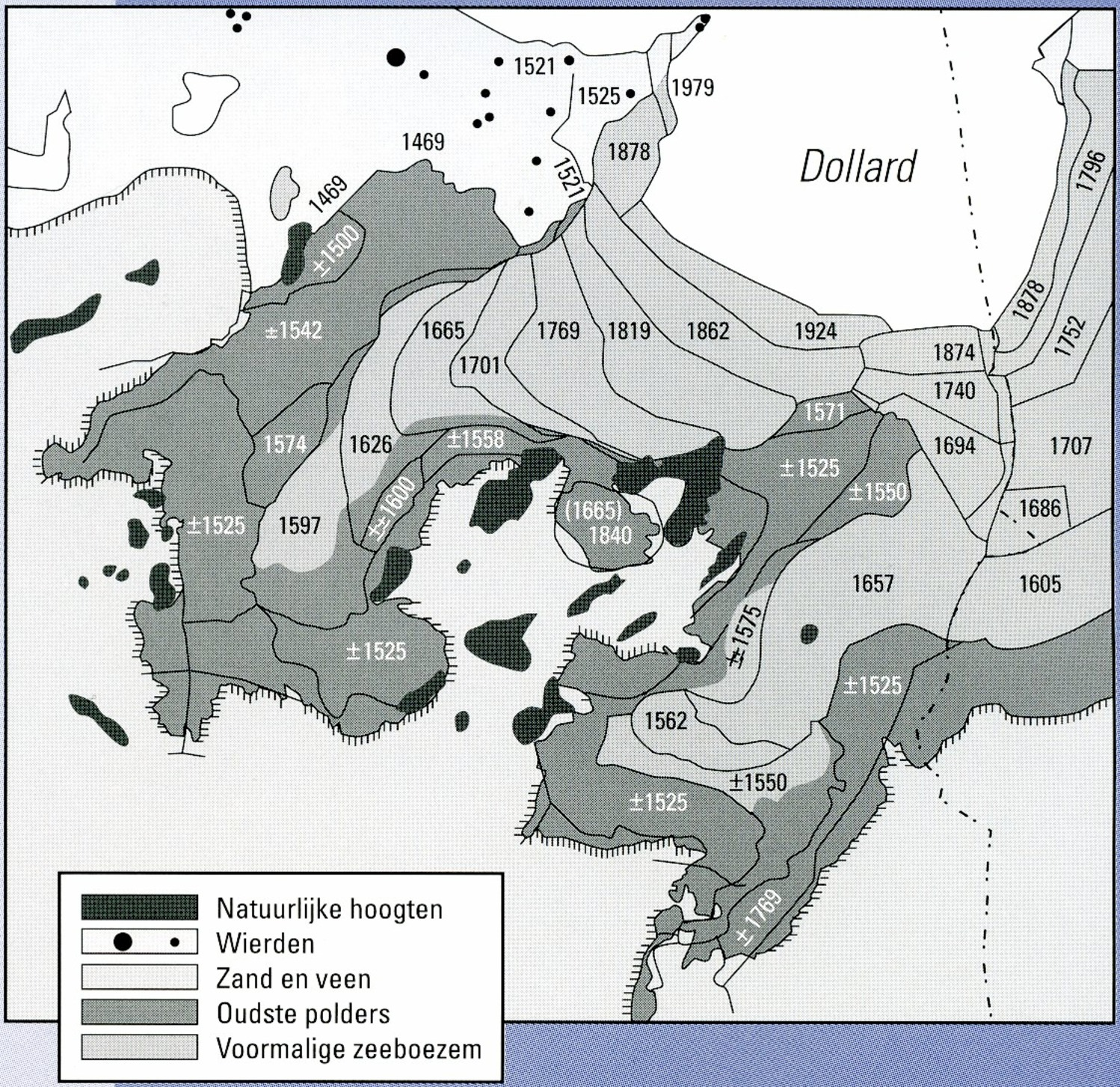
Bedijkingen in het Dollardgebied (16e tot 20e eeuw)
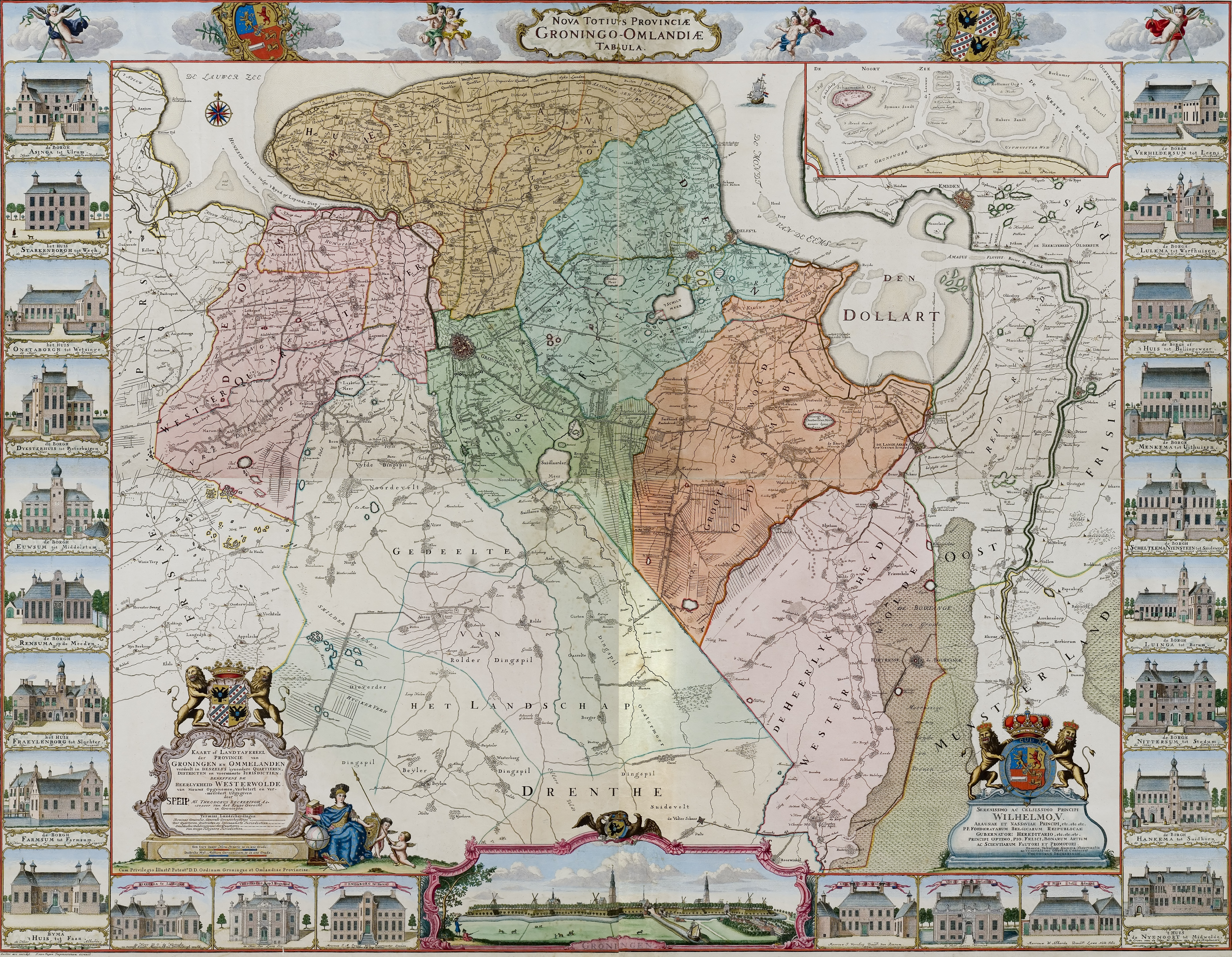
Oude kaart van Stad en Ommelanden in 1781, met het Oldambt in oranje
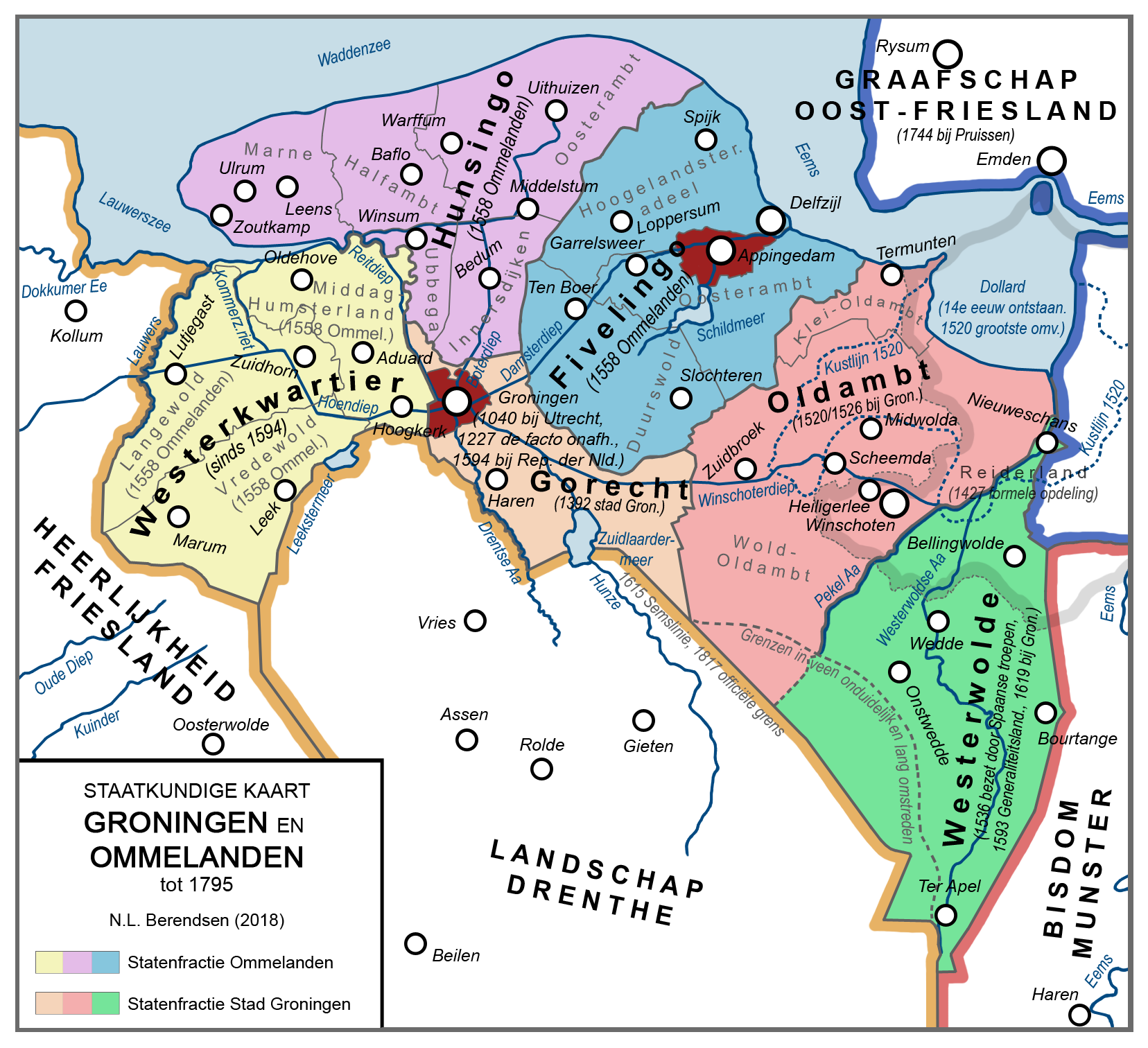
Oldambt en onderkwartieren in rood